# Сизый голубь
Си́зый го́лубь (лат. Columba livia) — широко распространённая птица семейства голубиных, родиной которой считаются Южная Европа, Юго-Западная Азия и Северная Африка. Ещё в глубокой древности эти птицы были приручены человеком, в результате были выведены так называемые домашние голуби (Columba livia var. domestica). Во времена Великих открытий человек перевозил с собой всё своё имущество, в том числе и голубей. Впоследствии одичавшие голуби (Columba livia var. urbana) широко распространились в мире и стали синантро́пами, привычными обитателями городов и сёл.
В дикой природе сизый голубь обычно селится на прибрежных скалах, в горных ущельях либо вдоль обрывистых берегов рек, часто поблизости от зарослей кустарника или сельскохозяйственных угодий. Их полудомашние потомки легко адаптировались к жизни возле человеческого жилья, поскольку каменные постройки напоминают природные места обитания, а пищевые отходы служат надёжной кормовой базой в любое время года. Несмотря на раннее одомашнивание и различные условия обитания, дикие сизые голуби и их городские сородичи свободно скрещиваются друг с другом, что, по мнению орнитологов, может привести к деградации и постепенному вымиранию первых. В природе птицы обычно живут не более трёх-пяти лет, при разведении в домашних условиях часто доживают до 15-летнего возраста, а отдельные особи и до 35 лет. Народные названия птицы — сизак, сизарь.

## Описание

### Внешний вид

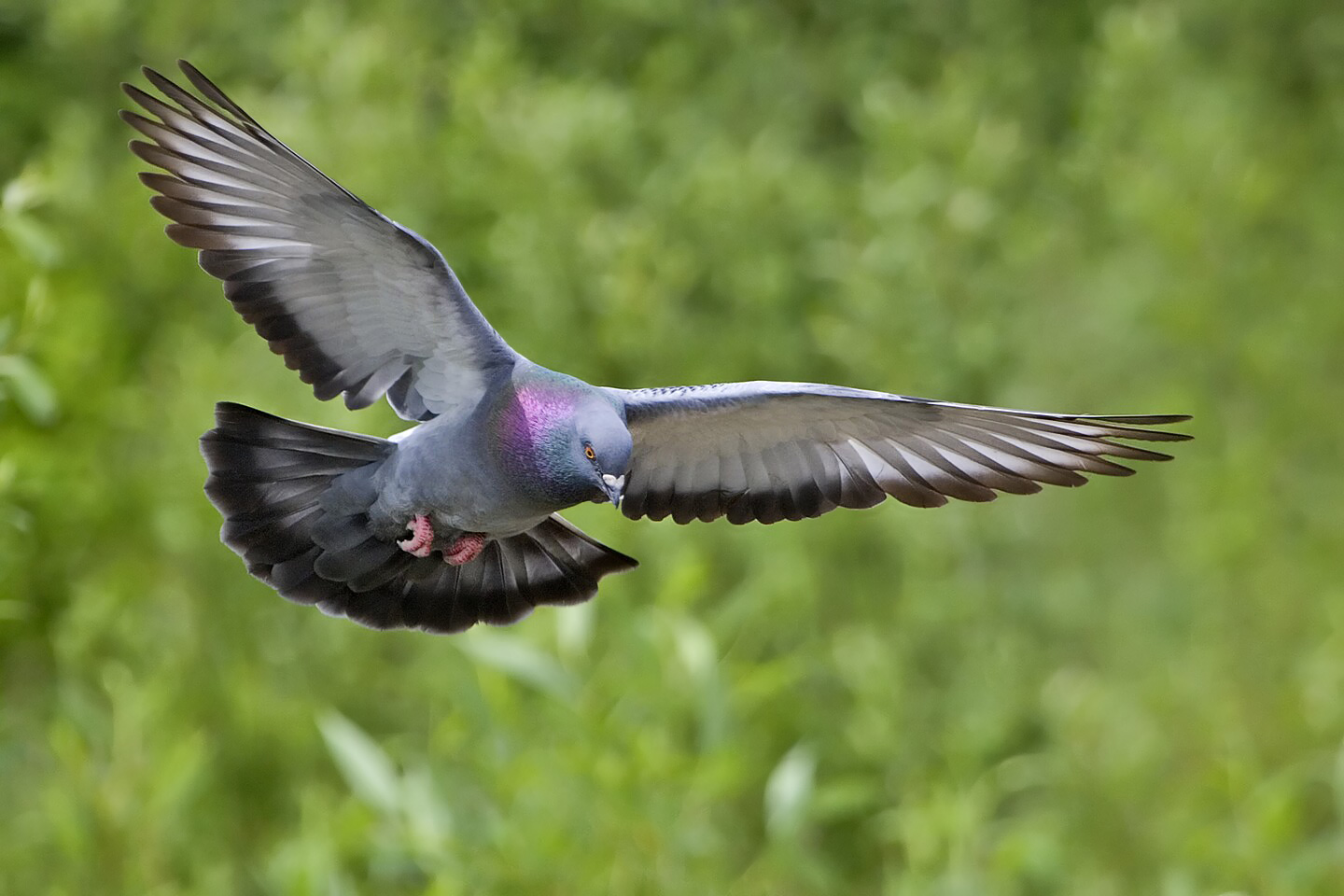
Голубь в полёте

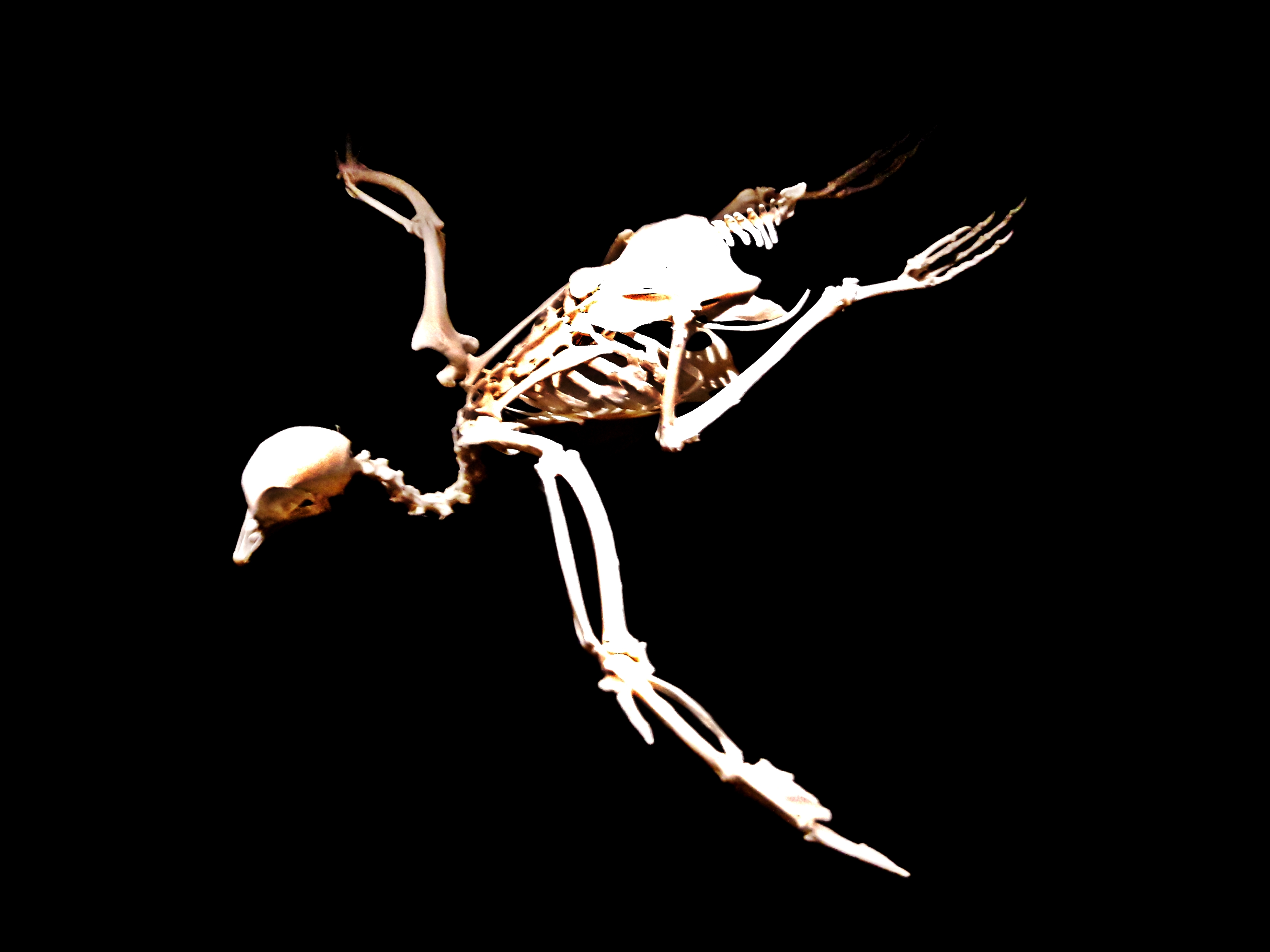
Скелет

Крупный голубь — длина тела 29—36 см, размах крыльев 50—67 см, вес 265—380 г. Оперение густое и плотное, но при этом перья слабо закреплены в коже. Окрас изменчивый, особенно у городских полудиких птиц — всего насчитывают 28 разновидностей окраски, называемых «морфами». Как правило, голова, шея и грудь пепельно-сизые с зеленоватым, желтоватым либо пурпурным металлическим отливом на шее и груди. Такой же отлив может быть выражен на кроющих перьях крыла.

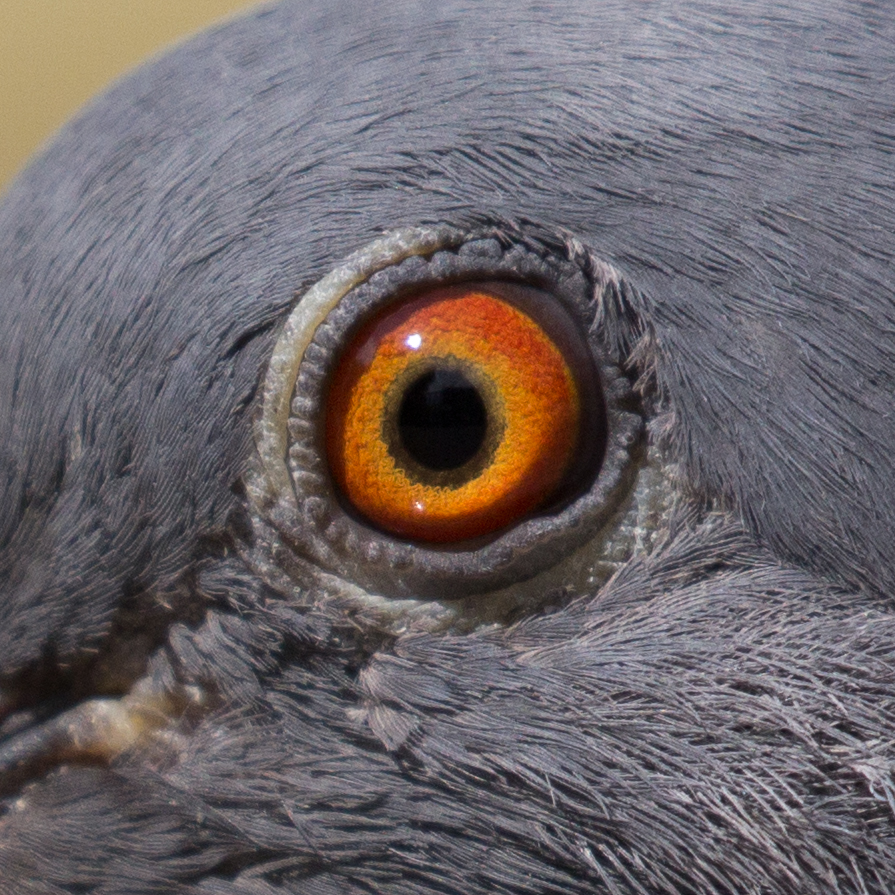
Глаз

У настоящих голубей, живущих в условиях дикой природы, туловище светло-серое, с беловатым надхвостьем и двумя отчётливыми тёмными полосами на внешней стороне крыльев. Последние две характеристики отличают сизого голубя от родственных ему клинтуха и вяхиря. Оперение городских и сельских птиц, являющихся одичавшими потомками различных пород домашних голубей, может иметь различные оттенки от почти белого и охристого до фиолетово-чёрного, но обычно более тёмное и без какого-либо определённого рисунка. Крылья широкие, заострённые. Хвост закруглённый, обычно с тёмным окончанием и белой окантовкой по краям. Ноги имеют оттенки от розового до серовато-чёрного, у некоторых птиц частично покрыты перьями.
Радужная оболочка красная, оранжевая либо золотисто-жёлтая, при этом внутреннее кольцо более бледное. Вокруг глаз имеются участки неоперённой, голубовато-серой кожи. Клюв шиферно-чёрный, с ярко выраженной беловатого цвета восковицей в основании.
Взрослая самка почти не отличается от самца, однако имеет менее насыщенный металлический отлив, который к тому же отсутствует на груди. Молодые птицы первые 6—8 месяцев жизни выглядят более тускло, без глянца, а их радужина коричневая либо серовато-коричневая.
В зависимости от размера, интенсивности окраски, цвета и ширины полосы на пояснице различают более десяти подвидов сизого голубя.

### Голос
Вокализация — характерное для семейства в целом воркование: раскатистое, глухое урчание, особенно ярко выраженное у самцов в брачный период, когда они подзывают самок или метят территорию. Несколько иная тональность голоса, более спокойная и напоминающая скорее мурлыканье кошки, звучит во время насиживания яиц. В случае испуга голуби издают короткий крик «о-ррр». Вылупившиеся птенцы голубей способны издавать лишь слабые шипящие звуки либо просто щёлкают клювом, повзрослевшие птенцы пищат при виде родителя и при кормлении. Помимо голосовой связи, птицы используют и другие способы общения, как, например, громкое хлопанье крыльями во время ухаживания или как сигнал опасности.

### Органы чувств

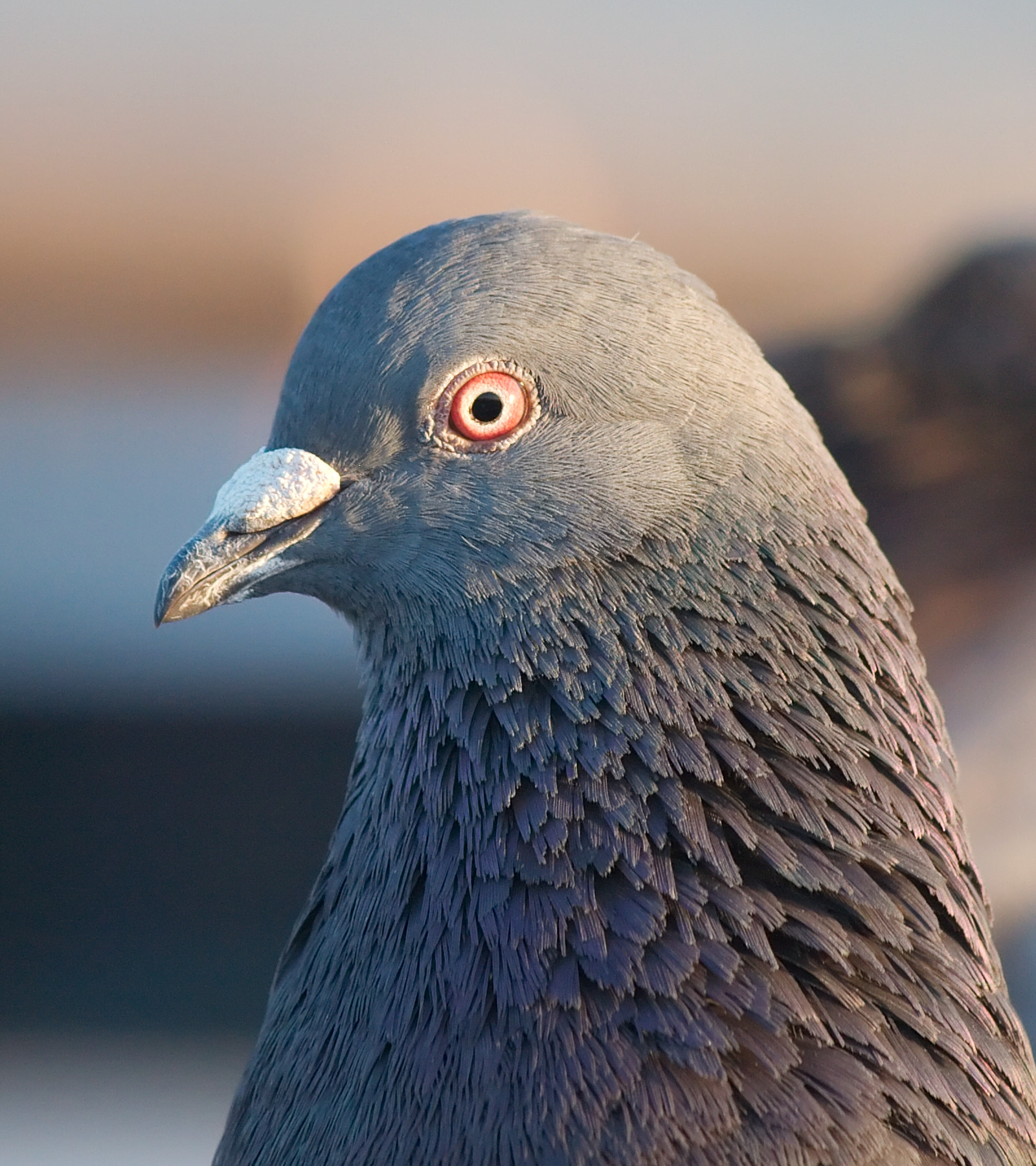
Голова голубя

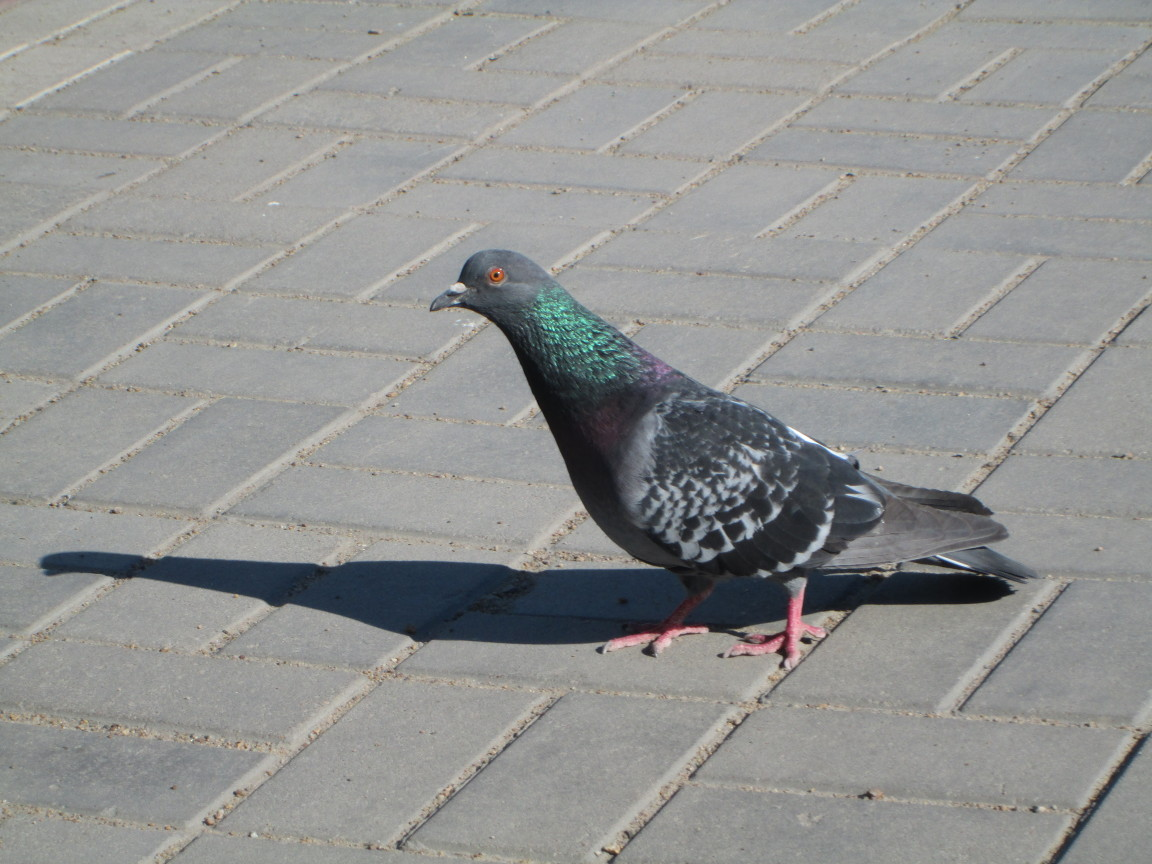
Голубь крупным планом

Обладая прекрасным зрением, птица способна различать не только цвета радуги (подобно человеку и приматам), но также и ультрафиолетовые лучи. Благодаря этому голуби могут использоваться в поисково-спасательных операциях — например, на рубеже 1980-х годов береговая охрана США провела успешные опыты по поиску людей в спасательных жилетах в открытом море. В начале эксперимента птиц обучали подавать сигнал, если они видели что-нибудь оранжевое, а затем помещали их на нижней палубе вертолёта и кружились над районом предполагаемого бедствия. Эксперимент показал, что в 93 % случаев голуби обнаруживали объект поиска, тогда как у спасателей этот показатель составил только 38 %. Слух позволяет улавливать звуки гораздо более низкой частоты, чем в состоянии услышать человек, — например, шум ветра или отдалённые звуки грозы, и, возможно, поэтому птицы иногда покидают территорию без какой-либо видимой причины. Хорошо известна способность сизых голубей всегда находить путь домой, где бы они ни находились — такое поведение издревле использовалось человеком для почтовой связи. Обладающие таким качеством птицы способны преодолевать до 1000 км в день. Некоторые орнитологи и, в частности, доктор Чарльз Уолкотт (Charles Walcott) из Корнеллского университета (США), связывают такое поведение со способностью улавливать магнитные поля и ориентироваться по солнцу. Их британские коллеги из Оксфорда провели эксперимент, прикрепив на спину птиц датчики глобального позиционирования и проследив маршруты движения. Результат оказался неожиданным — голуби отдавали предпочтение земным ориентирам, таким как автомобильные дороги и железнодорожные пути, и только в незнакомой местности полагались на солнце. Наконец, голуби часто рассматриваются как достаточно развитые в интеллектуальном плане птицы. Например, японские специалисты из университета Кэйо выяснили, что эти птицы запоминают свои действия с задержкой до 5—7 секунд.

### Движения

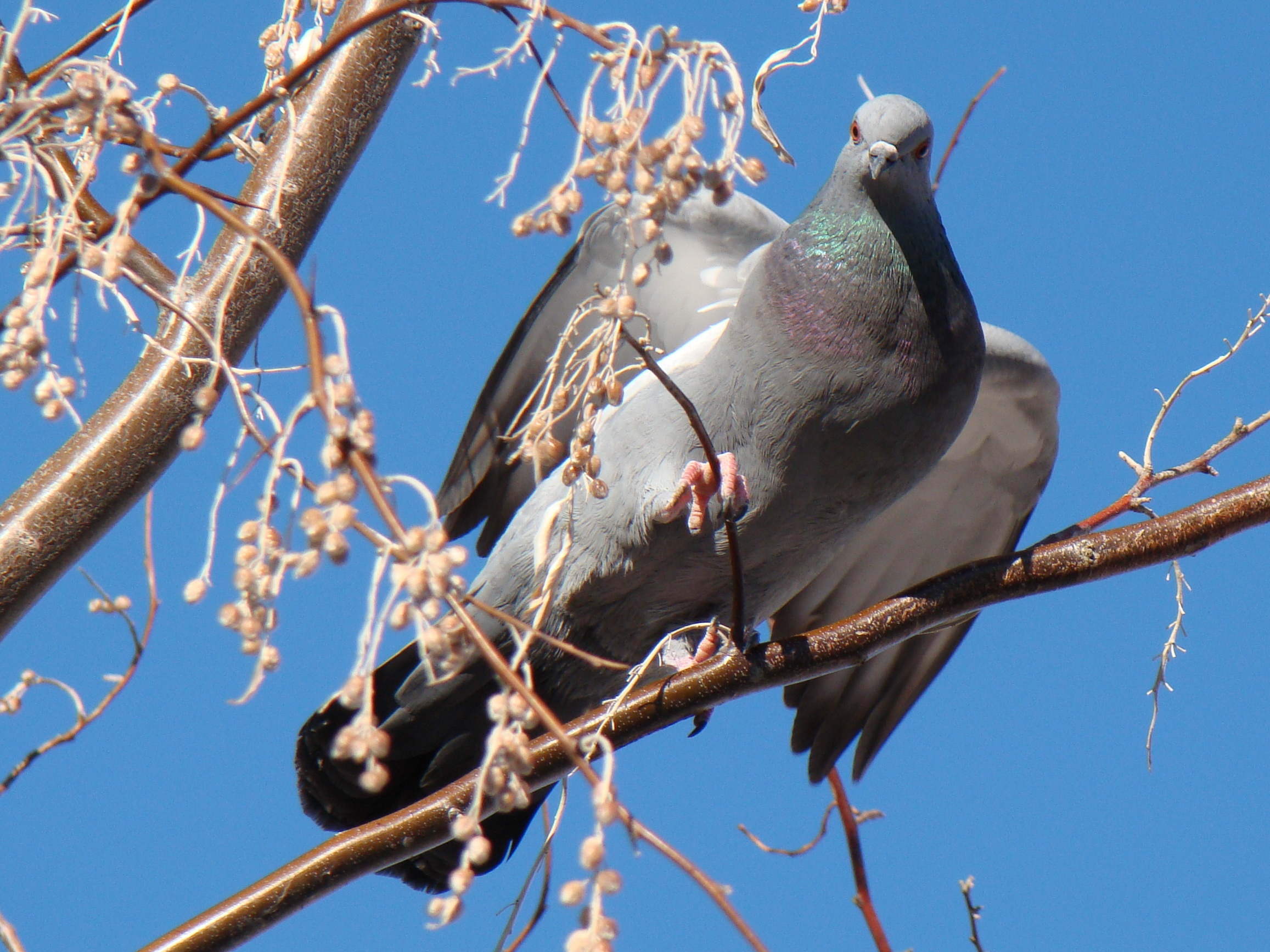
Сизый голубь на лохе узколистном (Байконур)

Сизый голубь, вследствие своего преимущественно скального образа жизни, не умеет усаживаться на ветви деревьев, хотя его синантропные потомки приспособились делать и это.
По земле передвигается шагом, постоянно покачивая головой взад и вперёд («кивает») из-за особенностей своего зрения. Это позволяет птице стабилизировать изображение. Стабилизация включает в себя две фазы: в начале шага голова резко перемещается вперёд, а затем некоторое время держится неподвижно, пока тело её «догоняет». Именно в этот момент голубю гораздо легче рассматривать предметы или движущиеся объекты. Гипотеза была экспериментально подтверждена на беговых дорожках, по которым научили ходить голубей. Когда встречные скорости движения птицы и дорожки были равны, голуби переставали кивать.
Голубь иногда движется быстро и делает достаточно широкий шаг, что позволяет некоторым людям рассуждать о «жадности» птиц.
Великолепно летает, достигая скорости до 185 км/ч. Особенно стремительным полётом обладают дикие птицы, обитающие в горах, — среди снежных скал нередко можно наблюдать стайки птиц, со свистом пикирующих вдоль склона в почти вертикальной плоскости. В регионах с засушливым климатом птицы опускаются к воде в глубокие колодцы. Городские голуби, более защищённые от хищников и обитающие вблизи от кормовой территории, как правило, менее искусны в воздухе.

## Распространение

### Ареал
Природный ареал сизого голубя занимает центральные и южные районы Евразии от Атлантики до долины Енисея, горного Алтая, Тянь-Шаня, восточной Индии и Мьянмы, а также Африку севернее Сенегала, Дарфура и побережья Аденского залива.
В пределах бывшего СССР северные границы природного ареала — юг России и юг Украины, приблизительно до 48—49° с. ш. и южнее.
В Европе поднимается до 54° с. ш., на Енисее до 55° с. ш., вблизи жилища человека обитает и много севернее, например, в Дудинке (69° с. ш.). За пределами материка распространён на островах Средиземного моря, Британских, Фарерских и Канарских островах, Лакшадвипе и Шри-Ланке. В Европейской части России изначально встречался лишь на побережье Азовского моря, по правому берегу Дона, Северном Кавказе и в Поволжье. Полудомашние популяции распространились почти по всему миру, поднимаясь в гораздо более холодные широты и концентрируясь вблизи жилья человека. На другие материки птицы были сознательно интродуцированы человеком — например, известно, что на американский континент голуби попали благодаря французам: колонисты завезли их в Новую Шотландию в 1606 году.

### Места обитания

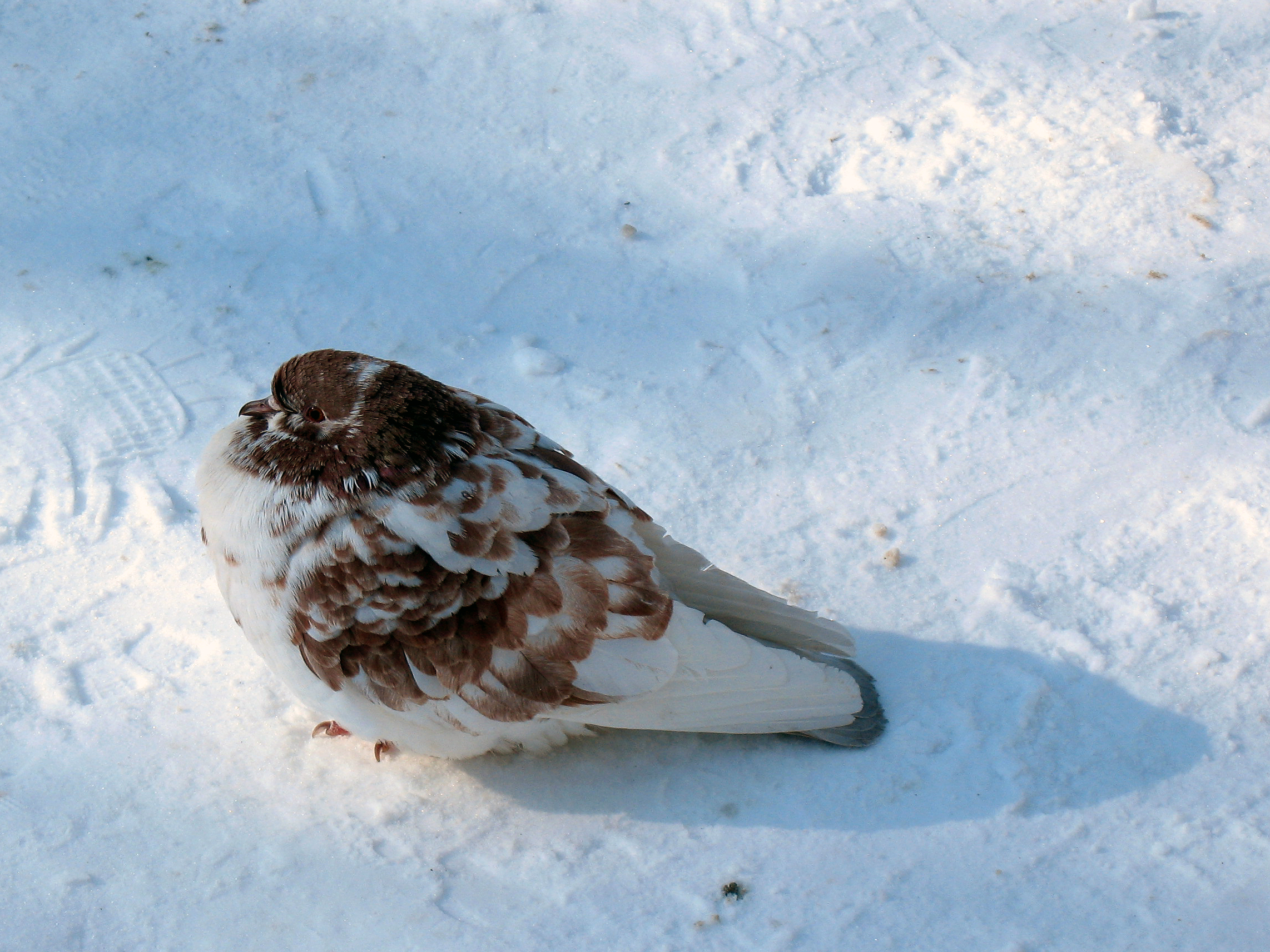
Голубь согревается, нахохлившись на морозе

Биотопы обычно связаны со скалами, чаще всего на морском побережье, но также и в горах (в Гималаях достигая альпийского пояса — 4000 м и выше). Предпочтение отдаёт открытым пространствам, в том числе степным и пустынным регионам (в последних селится в оазисах). Синантропные популяции селятся в нишах и в углублениях каменных и деревянных построек, занимая в первую очередь малодоступные или редко посещаемые человеком места. Как правило, оседлый вид, хотя в высокогорных районах птицы совершают незначительные вертикальные кочёвки, в холодное время года опускаясь в долины. Численность диких птиц относительно небольшая и имеет тенденцию к понижению, хотя, по мнению специалистов, она пока не достигла сколько-нибудь угрожающих размеров.

## Размножение
Как и другие представители семейства, сизые голуби моногамны; пары, как правило, сохраняются в течение жизни. Размножение на всём протяжении ареала может проходить в любое время года, однако в умеренном климате северного полушария чаще всего приходится на март — октябрь. Спариванию всегда предшествует брачная церемония, во время которой самец крутится возле самки, преследует её, раздувает шею, пригибает к земле голову, распускает крылья и громко воркует. Он также может принять вертикальную стойку, вытянувшись на лапах и распустив веером хвост. Танец непременно сопровождается громким воркованием. По окончании церемонии самец и самка ухаживают друг за другом — чистят перья и «целуются», соприкасаясь клювами. Во время спаривания самец взлетает на спину самки и балансирует на ней взмахами крыльев, а после него совершает ритуальный полёт, шумно хлопая крыльями за спиной.

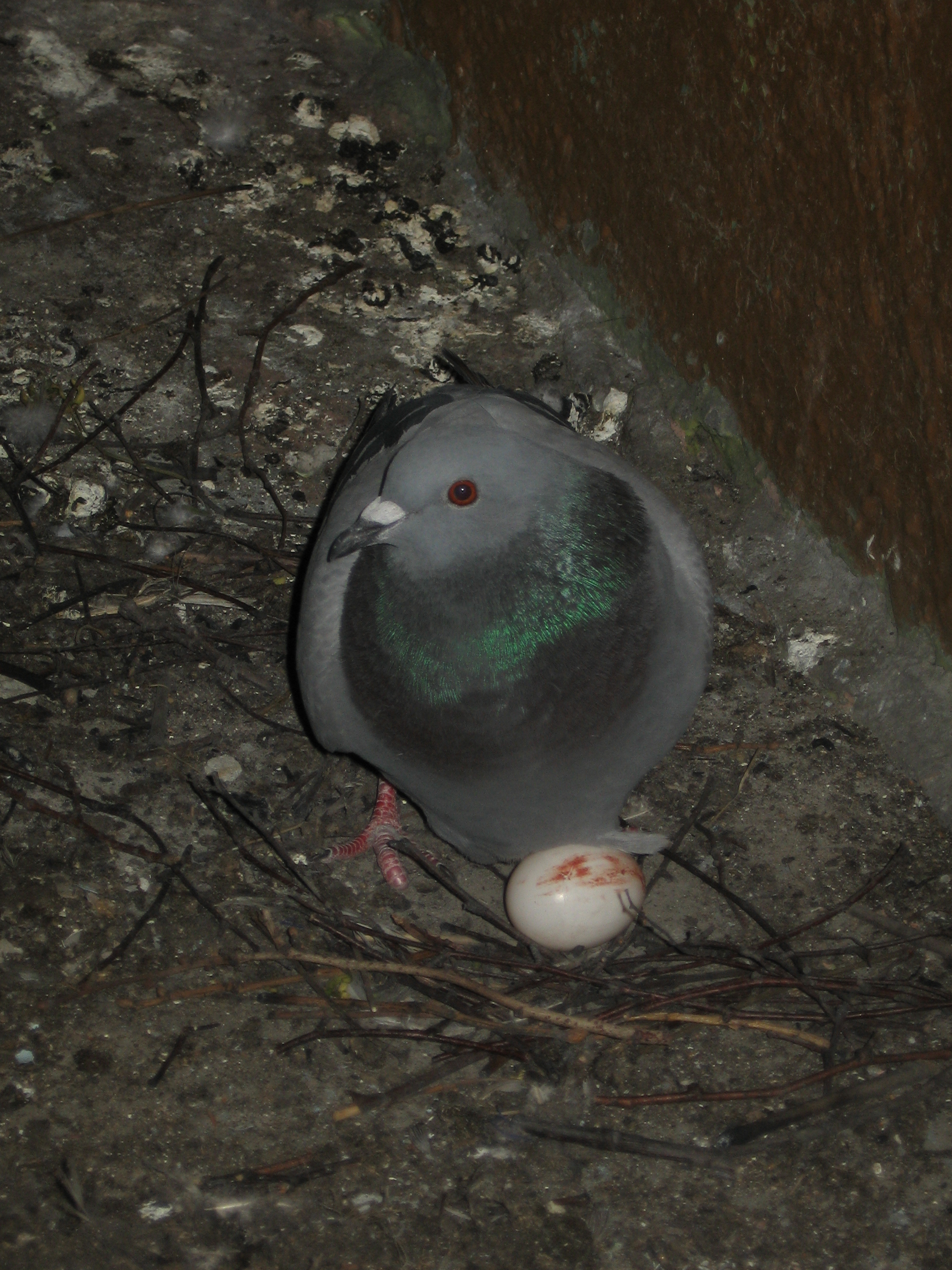
Наседка

Природное место обитания сизых голубей — скалы, и в диких условиях они устраивают гнездо в труднодоступных для хищников каменистых расщелинах либо пещерах. Синантропные популяции, приспособившиеся для жизни в населённых пунктах, выбирают для постройки гнезда места, напоминающие им естественные ландшафты — карнизы и пустоты под крышами, непосещаемые чердаки, балки под мостами и другие похожие строения. Предпочтение отдаётся закрытым пространствам. Несмотря на то, что гнездятся эти птицы рядом с людьми, обнаружить это гнездо бывает часто нелегко. Само гнездо достаточно примитивное и представляет собой небольшую кучу из тонких веточек и травинок с небольшим углублением. Во время строительства обязанности родителей строго распределены — самец занимается добычей материала, в то время как голубка укладывает его на место. Часто одно и то же гнездо используется несколько раз подряд, с каждым разом увеличиваясь в размерах.
В течение года бывает до 7—8 кладок, каждая из которых обычно состоит из двух (реже одного) яиц, откладываемых с интервалом в двое суток. Яйца белые, с гладкой и слегка блестящей скорлупой, размером от 35×25 до 43×32 мм. Насиживают оба родителя по очереди, однако большую часть времени проводит в гнезде самка. Самец, как правило, сидит в середине дня, ожидая возвращения самки с водопоя. Если голубка долго не возвращается, отец нетерпеливо воркует, подзывая её. Слепые, с редким желтоватым пухом птенцы появляются асинхронно через 16—19 дней. Первые дни оба родителя кормят птенцов отрыжкой из зоба, так называемым «голубиным молочком» — питательной смесью, вырабатываемой в зобе птиц (особенность, характерная для всех видов голубей). Смесь имеет высокий процент жирности и богата белками, однако содержит малое количество углеводов. По мере роста птенцов в пищу добавляются семена растений — вначале как добавка к молочку, а затем и в твёрдом виде. Иногда, ещё в период кормления птенцов, самка приступает к насиживанию последующей кладки, в то время как самец продолжает ухаживать за потомством. Птенцы начинают летать примерно через 35—37 дней, и уже в этом возрасте похожи на своих родителей. Половая зрелость наступает через 5—7 месяцев жизни, причём самки приступают к размножению несколько раньше самцов.

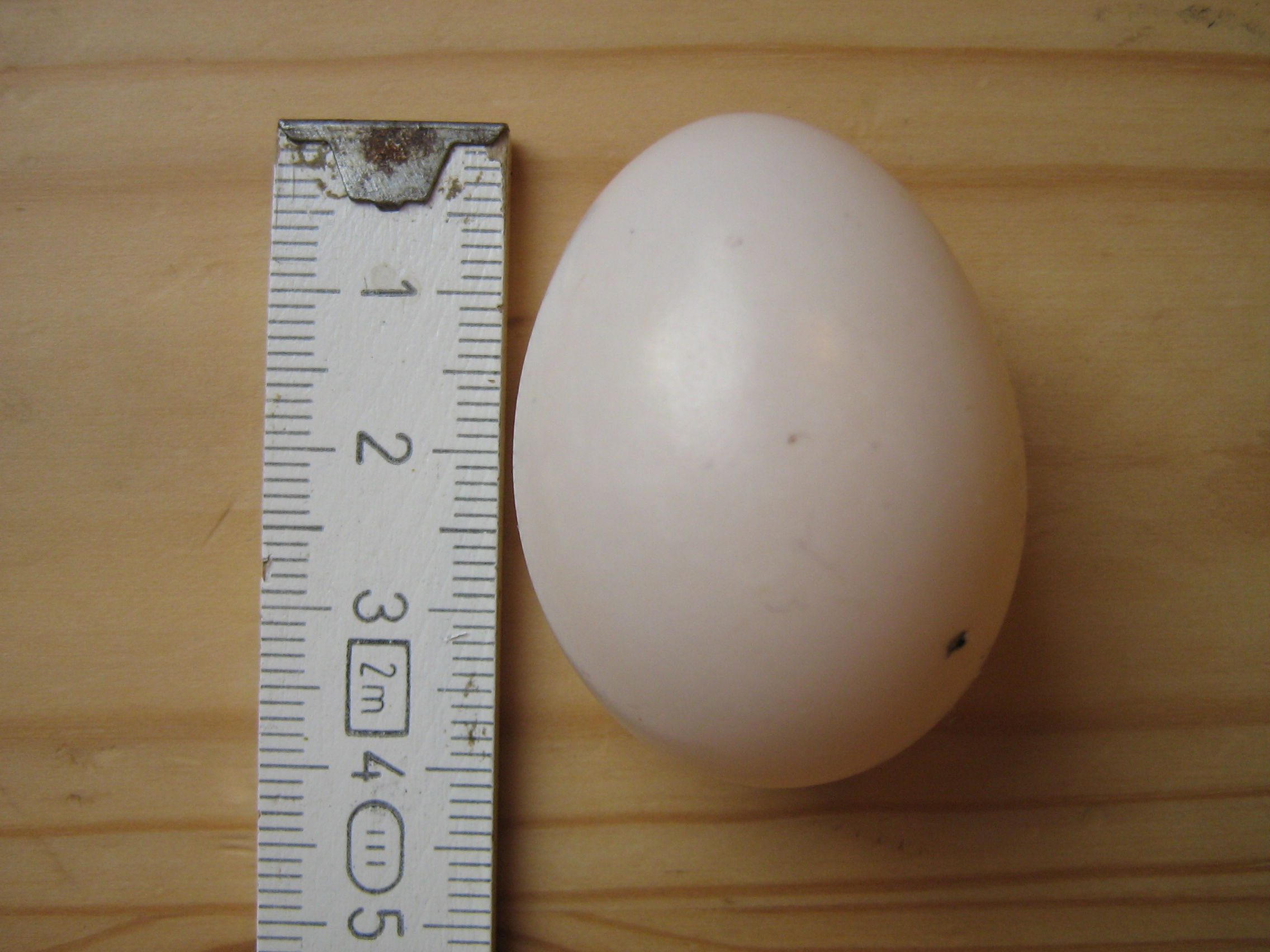
Яйцо сизого голубя
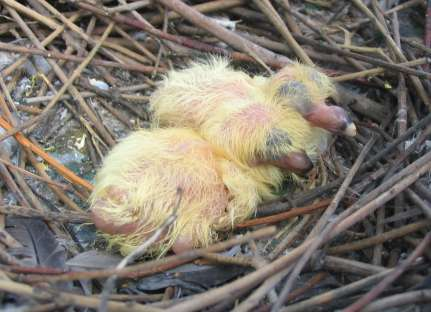
Птенцы, 1 день
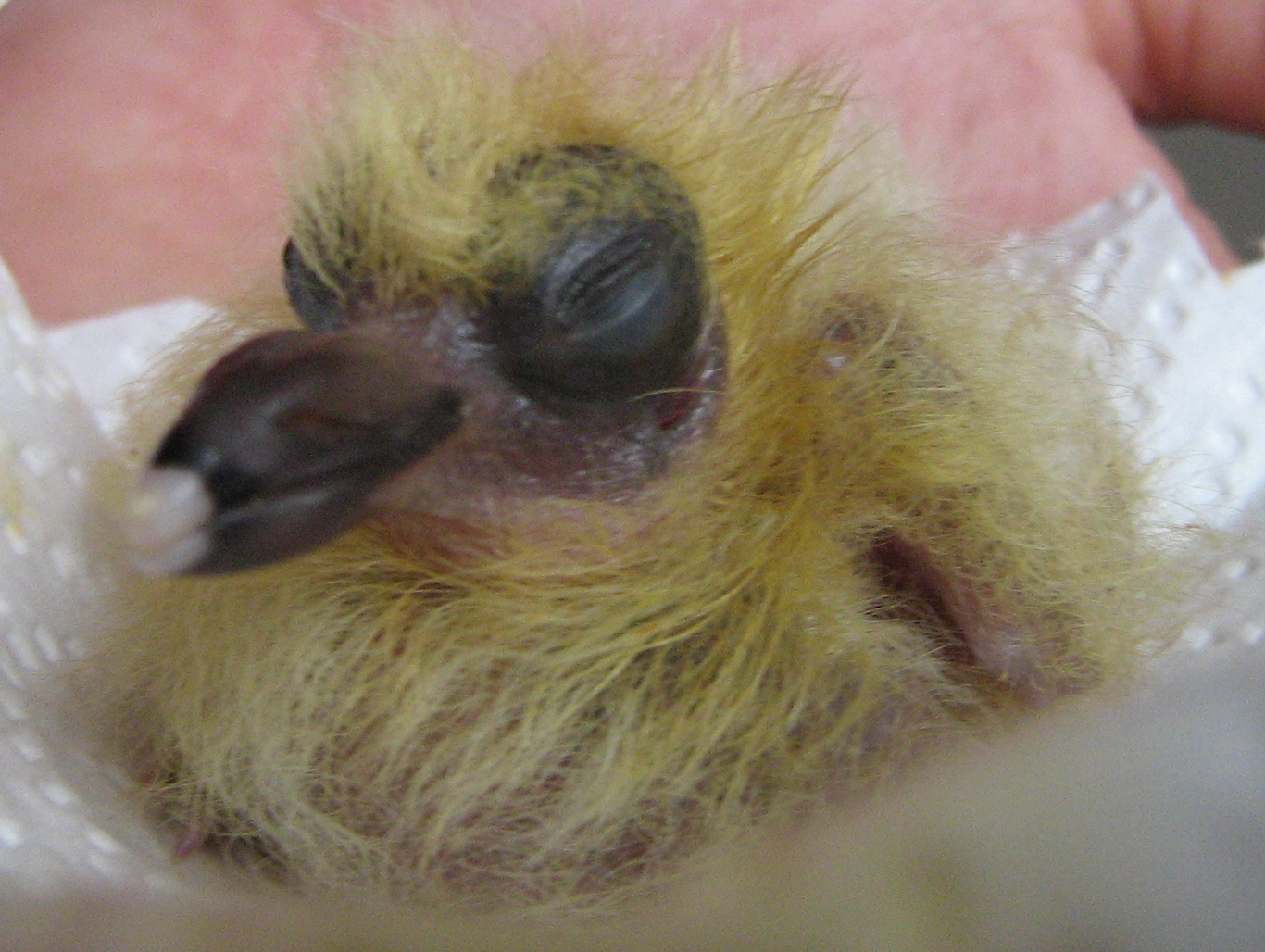
Птенец, 5 дней
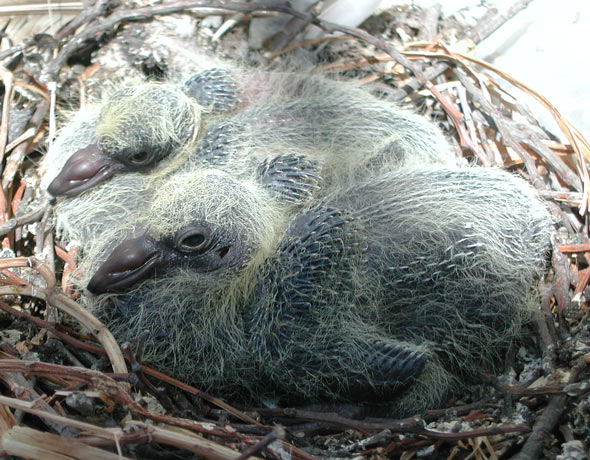
Птенцы, около 10 дней
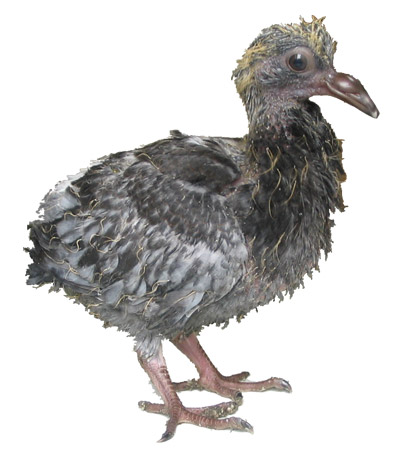
Птенец, 22 дня

## Питание

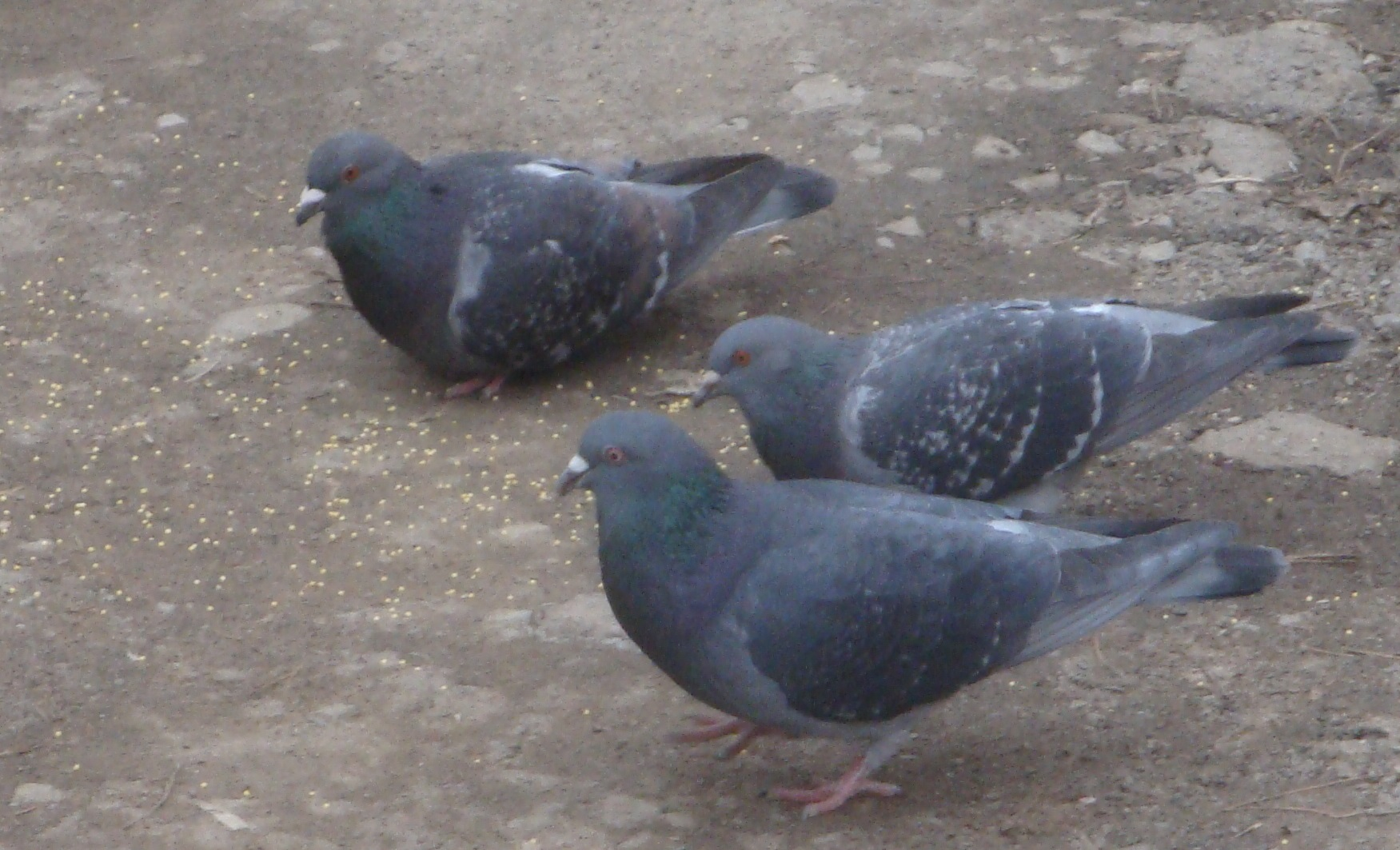
Голуби питаются пшеном

Сизый голубь питается преимущественно растительными кормами: семенами, ягодами, плодами фруктовых деревьев.

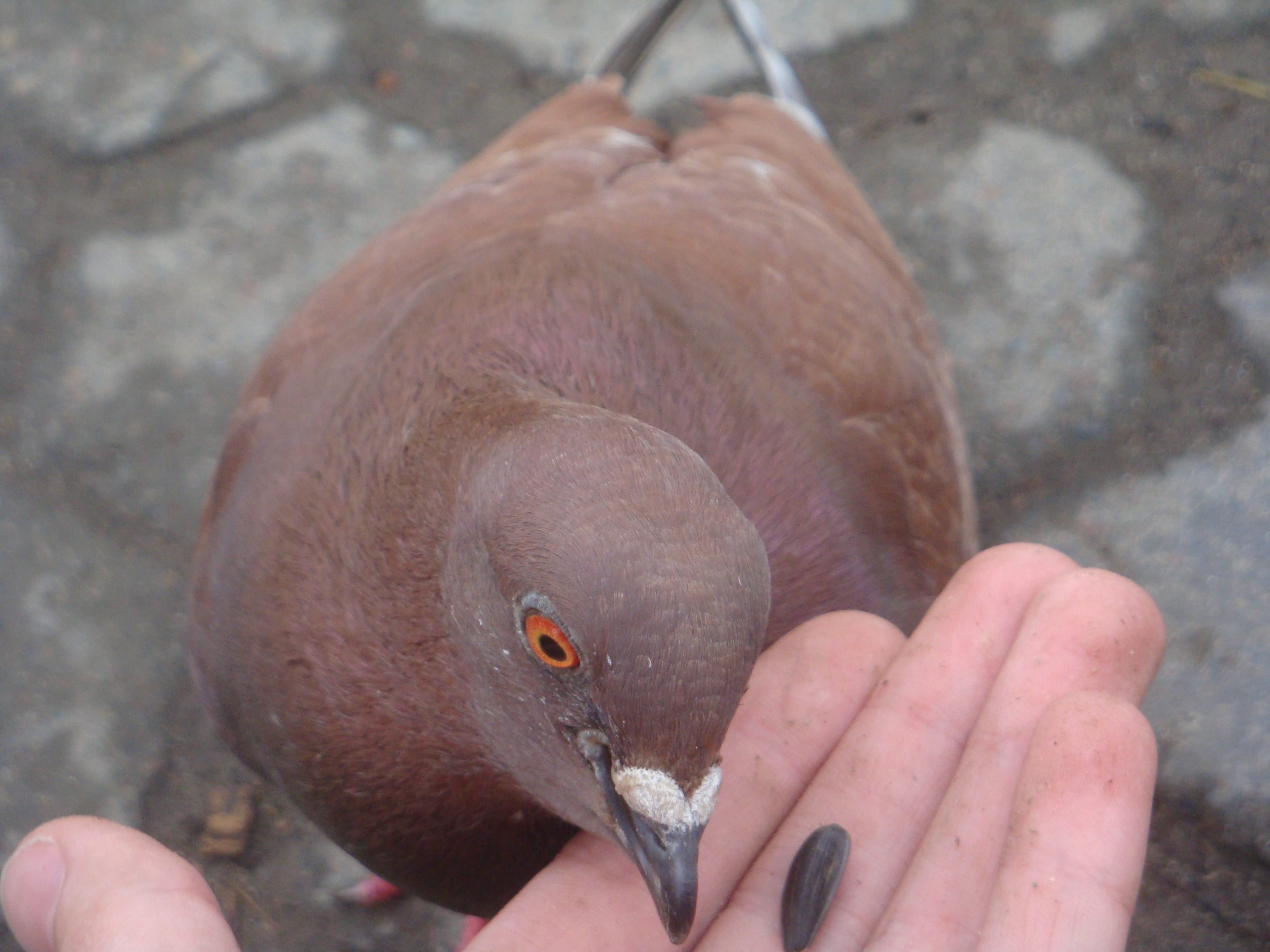
Коричневая голубка питается семечками подсолнечника

В местах проживания человека легко приспосабливается к употреблению в пищу пищевых отбросов и бросового зерна (пшеницы, ячменя, кукурузы и др.). В целом, по сравнению с другими видами он достаточно неприхотлив в выборе источника пропитания — орнитологи обнаружили у него лишь 37 вкусовых почек (нервных окончаний, рецепторов вкуса), тогда как у человека их около 10 тыс. Конкретные предпочтения зависят от доступности на данной территории — так, одно исследование, проведённое в сельской местности в США, показало, что рацион птиц на 92 % состоял из кукурузных зёрен, 3,2 % овса, 3,7 % черешни, а также небольшого количества семян горца, вяза, ячменя и сумаха. Примечателен способ, каким голуби пьют воду — они втягивают её в себя, как из соломинки, в то время как подавляющее большинство птиц захватывает клювом несколько капель и затем запрокидывает голову, давая жидкости скатиться в горло.
Кормится в одиночку либо группами, как правило утром и во второй половине дня, иногда совершая дальние перелёты в 10—50 км от ночлега к местам кормёжки. В дикой природе находит себе пропитание в зарослях кустарника. Охотно посещает людные места, железнодорожные насыпи, свалки, элеваторы, животноводческие фермы. Голуби собираются целыми стаями возле домов тех людей, которые их подкармливают. Довольно точно представляют время кормёжки, к которому следует прилетать (если кормить их систематически в одно и то же время). Если рядом есть вода, то они могут сидеть на крыше с утра до вечера, ожидая подачки. Во время кормёжки предпочитают сначала поедать кусочки покрупнее. Так, если разбросать миску пшеничной крупы и через минуту неподалёку бросить миску пшеницы, то стая перелетит на пшеницу. Во время кормления некоторые особи могут подходить довольно близко, бегая друг у друга по головам и заползая чуть ли не на руки кормящему.

## Естественные враги

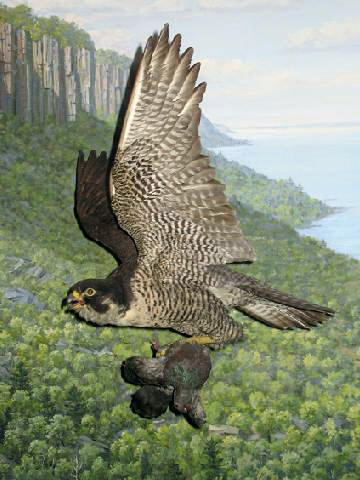
Сапсан — естественный враг голубя

Пернатые хищники, охотящиеся на сизых голубей, — сапсан, дербник, беркут, обыкновенная и воробьиная пустельги, перепелятник, ушастая сова, виргинский филин и некоторые другие птицы. На земле птиц могут подстерегать кошки, опоссумы, еноты и лисицы.

## Голубь и человек

### Одомашнивание
Взаимоотношение человека и этой птицы имеет очень древнюю историю — многие учёные предполагают, что сизый голубь является первой птицей, приручённой человеком. В настоящее время хорошо известно, что многочисленные породы с самыми разными характеристиками имеют единого дикого предка (при образовании отдельных пород также принимал участие другой вид — скалистый голубь). Однако так было не всегда, и вплоть до второй половины XIX века главенствовала теория о постоянстве и неизменяемости видов, согласно которой каждая порода была уникальна. В 1868 году вышла в свет работа Чарльза Дарвина «Изменение животных и растений под влиянием одомашнивания», в которой домашние голуби заняли одно из центральных мест. Изучая различные породы птиц и проведя опыты по их скрещиванию, учёный пришёл к выводу, что их многообразие есть результат селекции, а общим предком является дикий сизый голубь.
Точное время, когда началась история приручения этих птиц, неизвестно; по разным оценкам это могло произойти от 5 до 10 тысяч лет назад. Существуют три основных теории на этот счёт. Одна из них гласит, что это могло произойти на Ближнем Востоке в районе Плодородного полумесяца за 8 тысяч лет до нашей эры, когда начало развиваться земледелие — люди научились выращивать пшеницу и ячмень. Привлечённые бросовым зерном, птицы сами стали селиться возле человека, а люди стали употреблять их в пищу. Другое предположение состоит в том, что в древности храмы строились на скалистых побережьях, где обитали голуби, и птицы использовали эти сооружения для обустройства гнезда. Наконец, третья гипотеза гласит, что люди собирали яйца птиц для дальнейшего употребления в пищу, а затем для облегчения задачи стали содержать птиц у себя в пещерах, где те стали размножаться.
Наиболее ранние дошедшие до наших дней изображения сизого голубя в виде терракотовых фигурок, мозаики и чеканки на монетах начали появляться в Древней Месопотамии (территория нынешнего Ирака) около 4500 года до н. э. Более поздним свидетельством знакомства человека с сизым голубем можно назвать известняковую плиту с вырезанным изображением нескольких сидящих рядом птиц, которую археологи нашли на холме Телль-эль-Убейд на месте древнего храма (около 3000 года до н. э.). Известно, что жители этого государства употребляли голубей в пищу. В Древнем Египте изображения сизых голубей имелись уже в наиболее древних сохранившихся до наших дней иероглифах, относящихся к 3100 году до н. э. Египетский фараон Джосер (2600—2550 до н. э.), построивший первую ступенчатую пирамиду, использовал почтовых голубей для передачи сообщений о нападении врагов на границе государства.

### Почтовые голуби

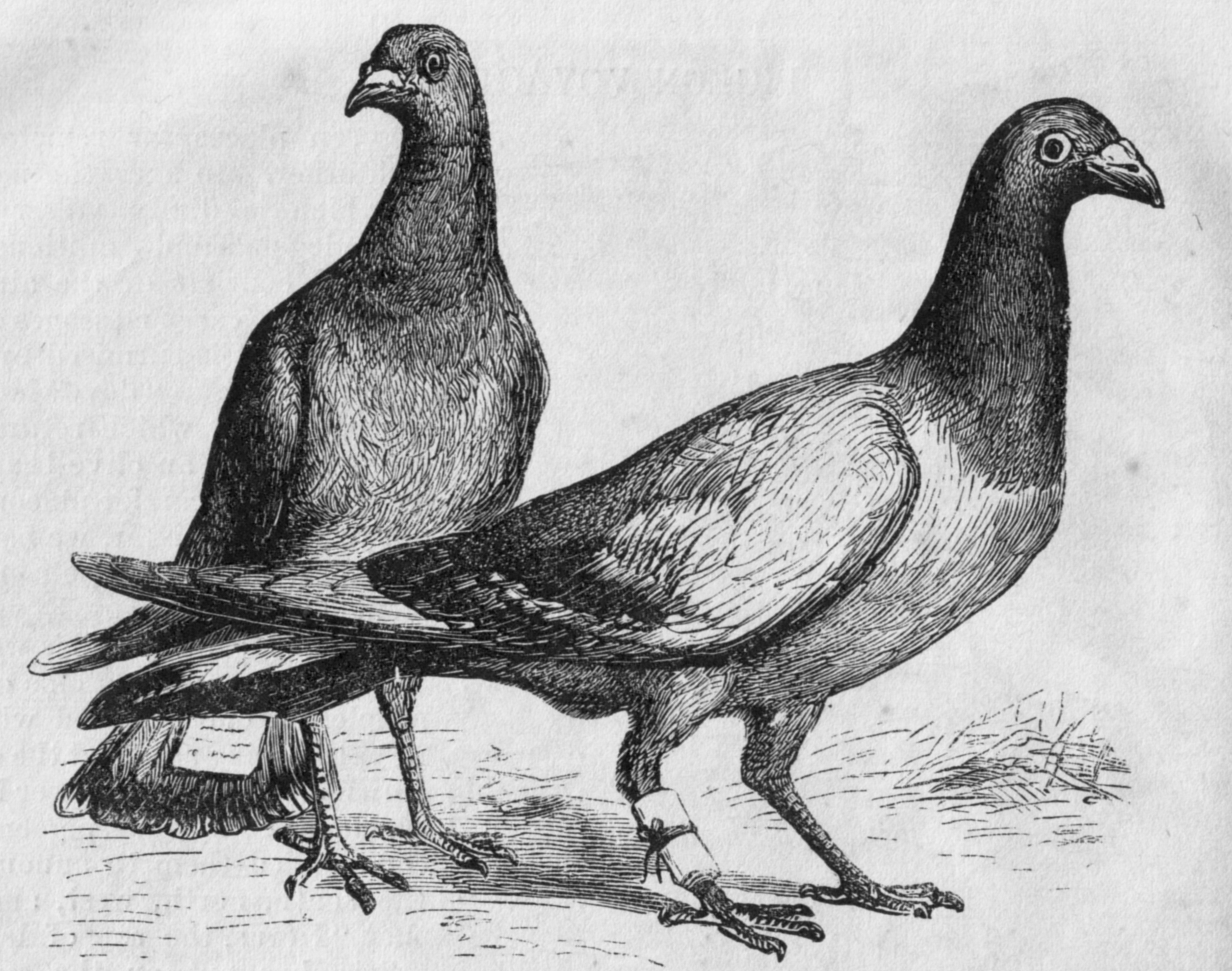
Почтовые голуби с сообщениями

По общему мнению специалистов, одомашненные голуби первоначально использовались человеком как источник пищи, однако наибольшую популярность в мире приобрели в качестве переносчика сообщений. Полагают, что на способность сизых голубей возвращаться к местам своих гнездовий обратили внимание древние мореплаватели, так как выпущенные в море птицы всегда стремились вернуться назад к скалистым берегам, их естественную среду обитания. Задолго до нашей эры почтовых голубей использовали многие культуры Средиземноморья. Наиболее ранним известным на сегодняшний день фактом считается освобождение в 2900 году до н. э. птиц с приближающихся к берегам Египта кораблей с целью предупредить власти о прибытии важных гостей. В 2350 году до н. э. царь Аккад (Древняя Месопотамия, территория современного Ирака) Саргон Древний велел своим посланникам держать при себе домашних голубей — в случае пленения те обязаны были освободить птиц. Начиная с VIII века до н. э., древние греки с помощью голубей сообщали имена победителей Олимпийских игр. Почтовых голубей активно использовали в Риме, Персии, Китае и Индии, особенно во время войны. С ними связаны имена таких выдающихся деятелей, как царь Соломон, Юлий Цезарь и Ганнибал. В 77 году н. э. выходит в свет Естественная история (лат. Naturalis Historia) римского писателя Плиния Старшего — прообраз современной энциклопедии, в которой описаны не только особенности поведения голубей, но и даны рекомендации по их использованию для передачи сообщений во время военных манёвров.
Халиф ал-Азиз, правивший в Северной Африке в 975—996 годах, заказал своему визирю понравившуюся ему черешню, выращенную в ливанском городе Баальбек. Чиновник отправил на Ближний Восток 600 голубей, и затем к их ногам прикрепил ягоды, упакованные в шёлковые мешочки. Птицы благополучно вернулись в Каир — этот случай стал первой достоверно известной «почтовой посылкой», отправленной по воздуху. Началом коммерческого почтового сообщения считается 1146 год, когда сирийский правитель эмир Нур Ад-дин начал строить специальные голубятни во многих городах Сирии и Египта, и обязал дозорных отправлять и принимать сообщения на постоянной основе. Позднее голубиная почта стала весьма популярной в мире, и до изобретения телеграфа в середине XIX века оставалась наиболее быстрым способом передачи сообщений.
В наше время почтовых голубей стали незаконно использовать для доставки наркотиков в места лишения свободы.

### Разведение

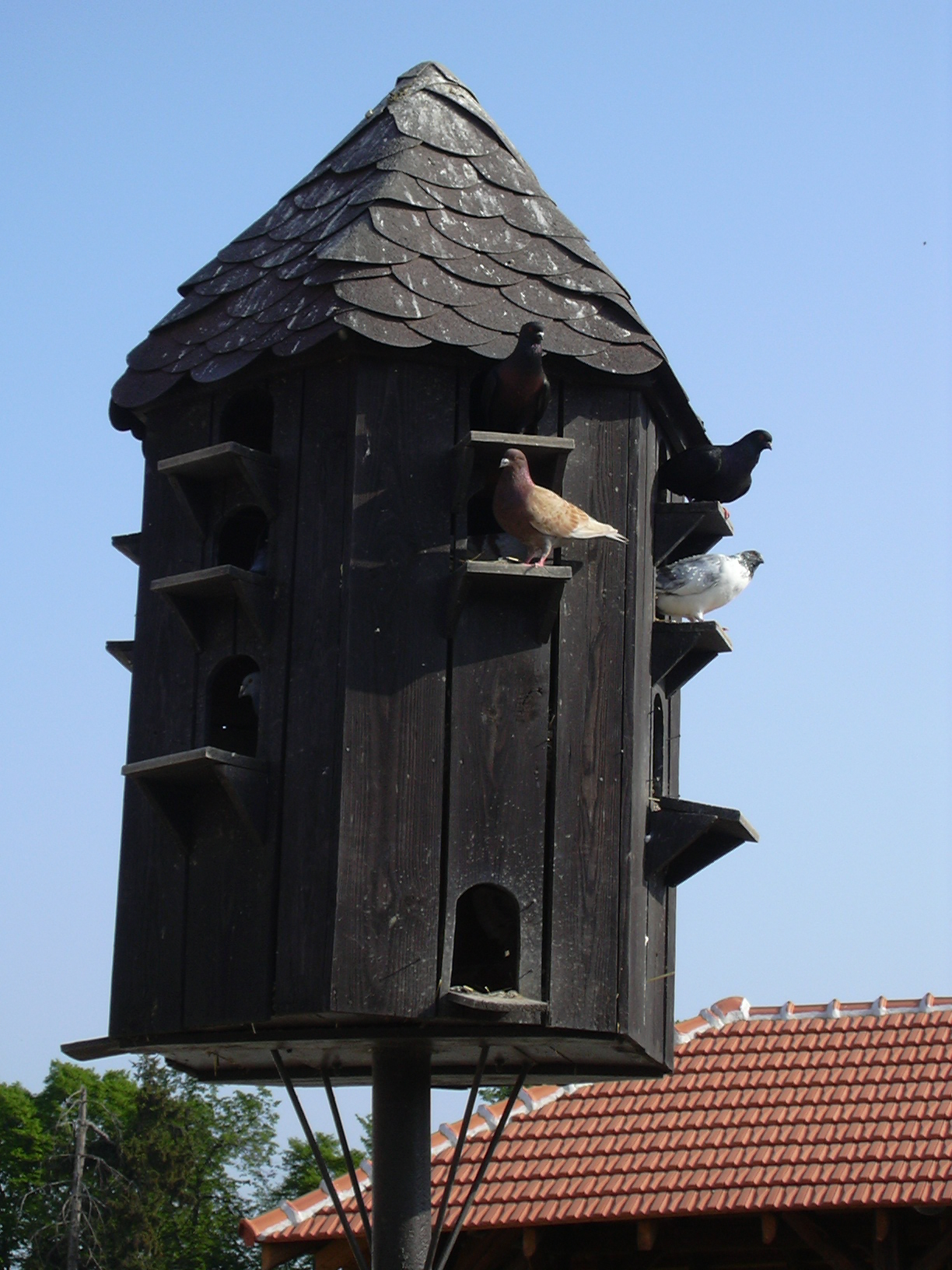
Голубятня в Чехии

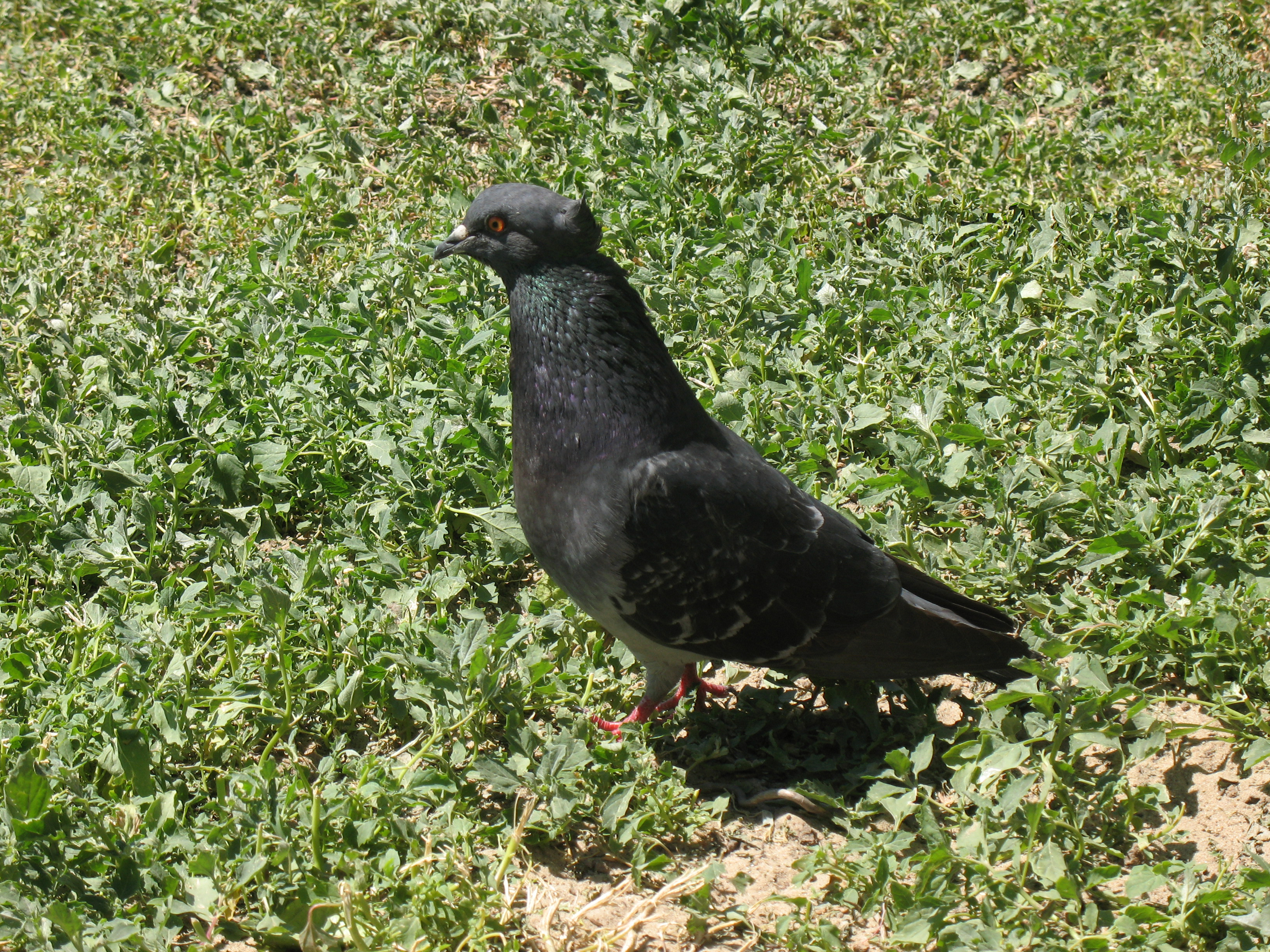
Домашний голубь

За долгую историю разведения человеку удалось вывести большое количество разновидностей голубей, значительно отличающихся друг от друга телосложением, размерами, мастью и лётными способностями, но тем не менее имеющих единого предка — дикого сизого голубя. В настоящее время известно более 800 пород, которых по практическому применению разделяют на три основные группы: спортивных, мясных и декоративных. На территории России разводится около 200 пород домашних голубей.
- Спортивные голуби (ранее почтовые) — породы, основными характеристиками которых являются способность за короткий промежуток времени преодолевать значительные расстояния и непременно возвращаться в родную голубятню. Своё современное название получили благодаря проводимым соревнованиям с участием этих птиц. Современное развитие спортивные голуби получили в Бельгии, где в 1818 году были проведены первые состязания и была выведены «Voyageurs» («Путешественники») — порода, положившая начало высокоскоростным голубям нашего времени[44][45]. На пути домой голуби способны преодолевать тысячи километров, в соревнованиях отдельные особи достигают скорости свыше 145 км/ч[44].
- Мясные голуби — породы, разводимые для получения сквобов и дальнейшего употребления мяса голубей в пищу. Как правило, характеризуются значительным (до 900 г[15]) весом и высокой скоростью воспроизводства. Примеры — породы карно, кинг и некоторые разновидности мондэнов. На территории Российской Федерации не распространены.
- Декоративные, или лётные голуби — наиболее многочисленная и разнообразная группа домашних сизарей. Эти птицы часто принимают участие в международных выставках. Среди них можно выделить следующие группы:
  - Азиатские голуби — павлин с веерообразным хвостом, кучерявый голубь с завитушками перьев, ледяной голубь с голубоватым (ледяным) оперением, якобин с оперением головы в виде парика, лахорский голубь с чёрно-белым оперением и косматыми ногами, и пёстрые трубачи-барабанщики с необычным голосом.
  - Цветные породы, в большинстве выведенные в Германии — снегирь, датский сьюбиан, саксонский полевой голубь, скворцовый голубь, саксонская ласточка и тюрингский полевой голубь.
  - Бородавчатые породы с манишкой на шее и коротким клювом — аахенская чайка, африканская сова, китайская, итальянская и старонемецкая чайки, восточные кудрявые голуби и турбит.
  - Почтовые породы (некоторые используются как спортивные) — американский выставочный гонный голубь, драгун, английский каррьер и немецкий превосходный гомер.
  - Куриные породы, очертаниями тела напоминающие домашнюю курицу — моденский куриный голубь.
  - Дутыши, раздувающие зоб в виде шара — дутыш, английский, брненские, норвичские, вурбургский, карликовый дутыши, дутыш Гадитано и дутыш Холла.
  - Выставочные турманы — будапештский короткоклювый, английский длинноклювый голоногий и английский короткоклювый турманы, голубь-шлем, сорочий голубь и голубь-монашенка.

Разведение и содержание голубей, в русском языке известное как голубеводство, проводится в специализированных питомниках, называемых голубятнями. Для спаривания и возведения потомства голубятни оборудуют паровочными, или гнездовыми ящиками. Различают чистопородное разведение и скрещивание — в первом случае спариваются птицы одной и той же породы с целью сохранения ценных качеств, во втором производится селекция между различными породами для получения новых либо улучшенных качеств.
При разведении домашних голубей на мясо и производстве сквобов используют специализированные мясные породы, дающие продукт с высокими диетическими и лечебно-профилактическими свойствами. В виде отварного мяса и бульона оно применяется в питании людей после операций. Ввиду высокого содержания железа голубиное мясо входит в рацион людей, страдающих от анемии. Мясо породы «Тексан» превосходит традиционные виды мяса (курятину, свинину, говядину) по содержанию витаминов C, B2, PP, содержит оптимальное соотношение кальция, магния, натрия, магния.
Голубиный помёт (гуано) является эффективным удобрением.

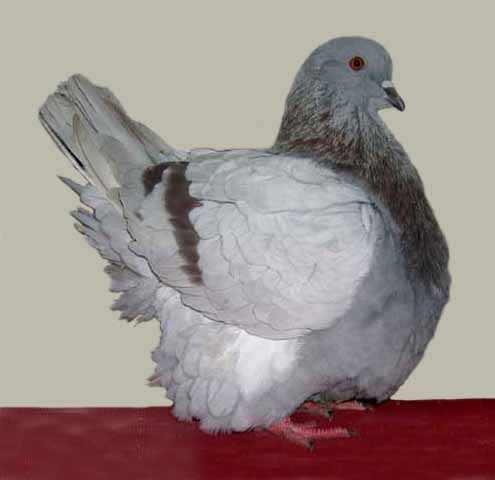
Французский мондэн
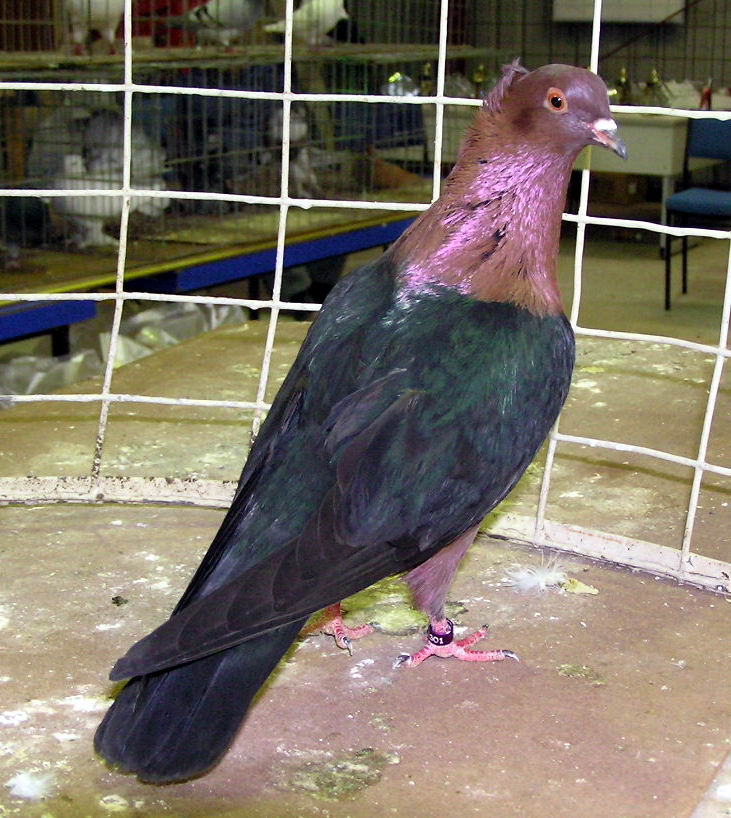
Снегирь
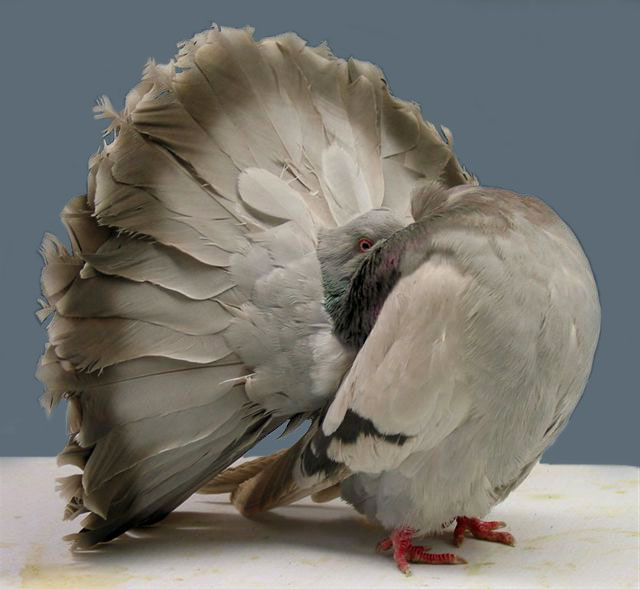
Павлиний голубь
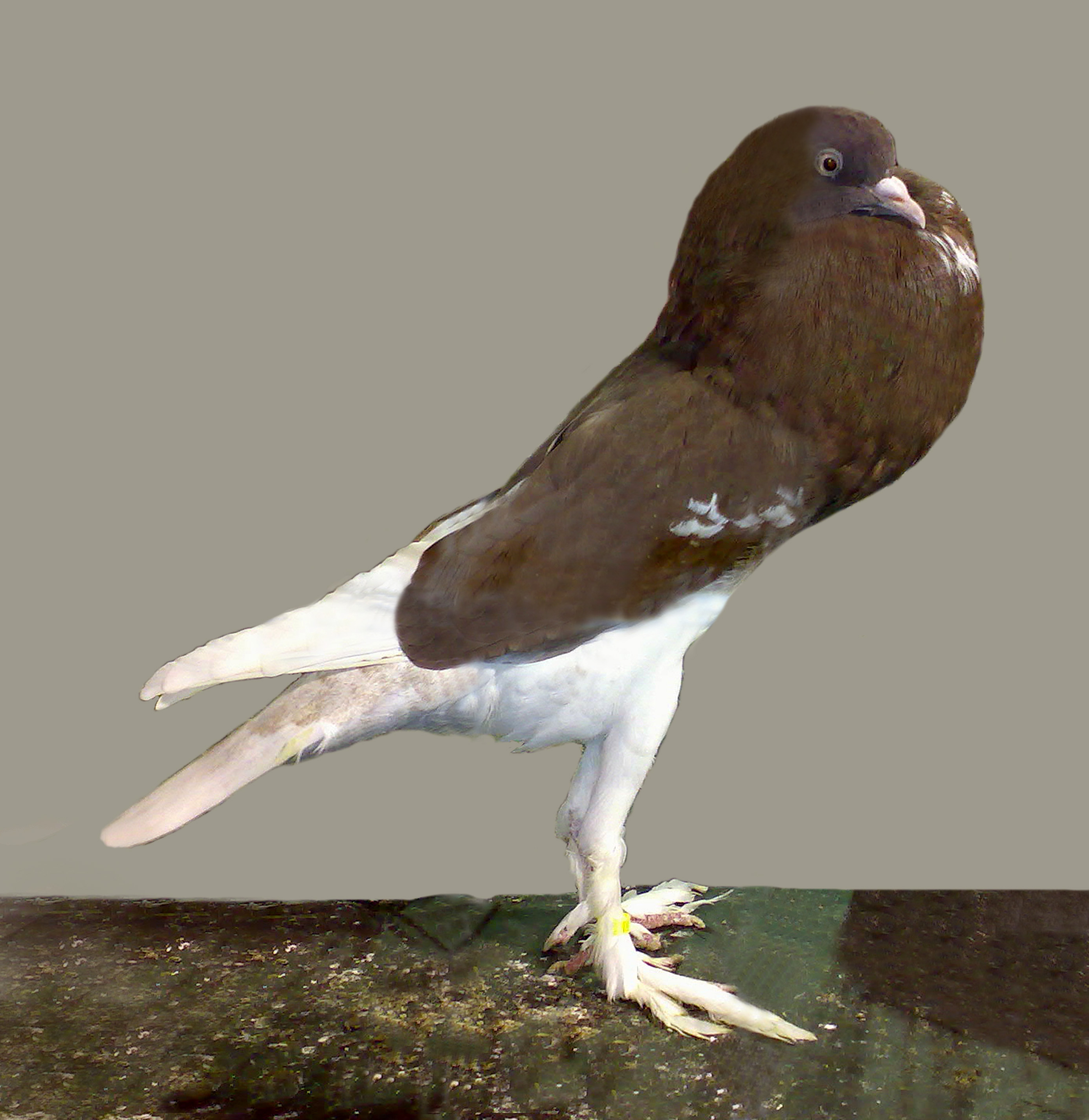
Английский дутыш

### Голуби в культуре
Человек и сизый голубь на всём историческом промежутке времени были тесно связаны друг с другом, и по этой причине птица просто не могла остаться незамеченной в культурном наследии многих народов мира. 

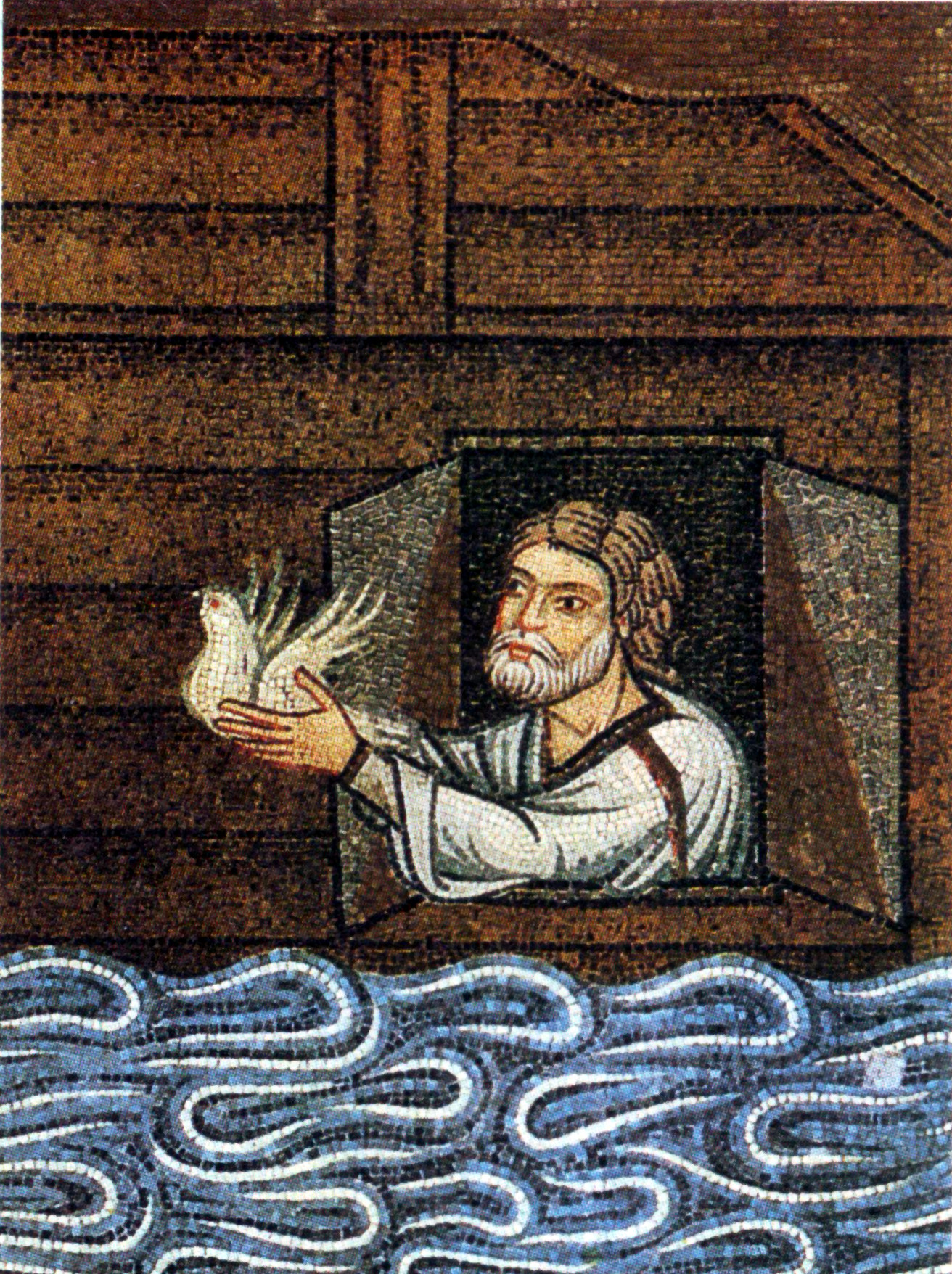
«Ной выпускает голубя», мозаика в Соборе Святого Марка, Венеция

Согласно Книге Бытия, священному писанию в иудаизме и христианстве, Ной со своего ковчега трижды выпускал голубя в надежде на то, что тот принесёт весть об окончании всемирного потопа. В первый раз голубь вернулся ни с чем, во второй принёс в клюве оливковую ветвь, а в третий не вернулся вовсе, что означало, что «вода сошла с земли» (Быт. 8:8—12). С тех пор голубь у многих народов стал олицетворять хорошие новости, мир — символ, который часто используется и в наше время. Например, символом I Всемирного конгресса сторонников мира в 1949 году стал белый голубь, нарисованный Пабло Пикассо.
В греческой мифологии голубь и воробей были посвящены богине любви и плодородия Афродите, поэтому голубь стал символом любви, иногда атрибутом Похоти.
В христианстве белый голубь часто олицетворяет собой Святой Дух. Такой образ берёт своё начало в Евангелии от Луки, где описывается, как во время Крещения Христа «отверзлось небо, и Дух Святый нисшел на Него в телесном виде, как голубь, и был глас с небес, глаголющий: Ты Сын Мой Возлюбленный; в Тебе Мое благоволение!» (Лк. 3:22). Другое упоминание Святого Духа в образе голубя можно найти в Евангелии от Иоанна: «И свидетельствовал Иоанн, говоря: я видел Духа, сходящего с неба, как голубя, и пребывающего на Нем» (Ин. 1:32). В 536 году Константинопольский Собор официально провозгласил птицу символом Святого Духа.
У многих народов, в том числе и у славянских, душа умершего оборачивалась голубем — отсюда частое изображение птицы на могильных памятниках.

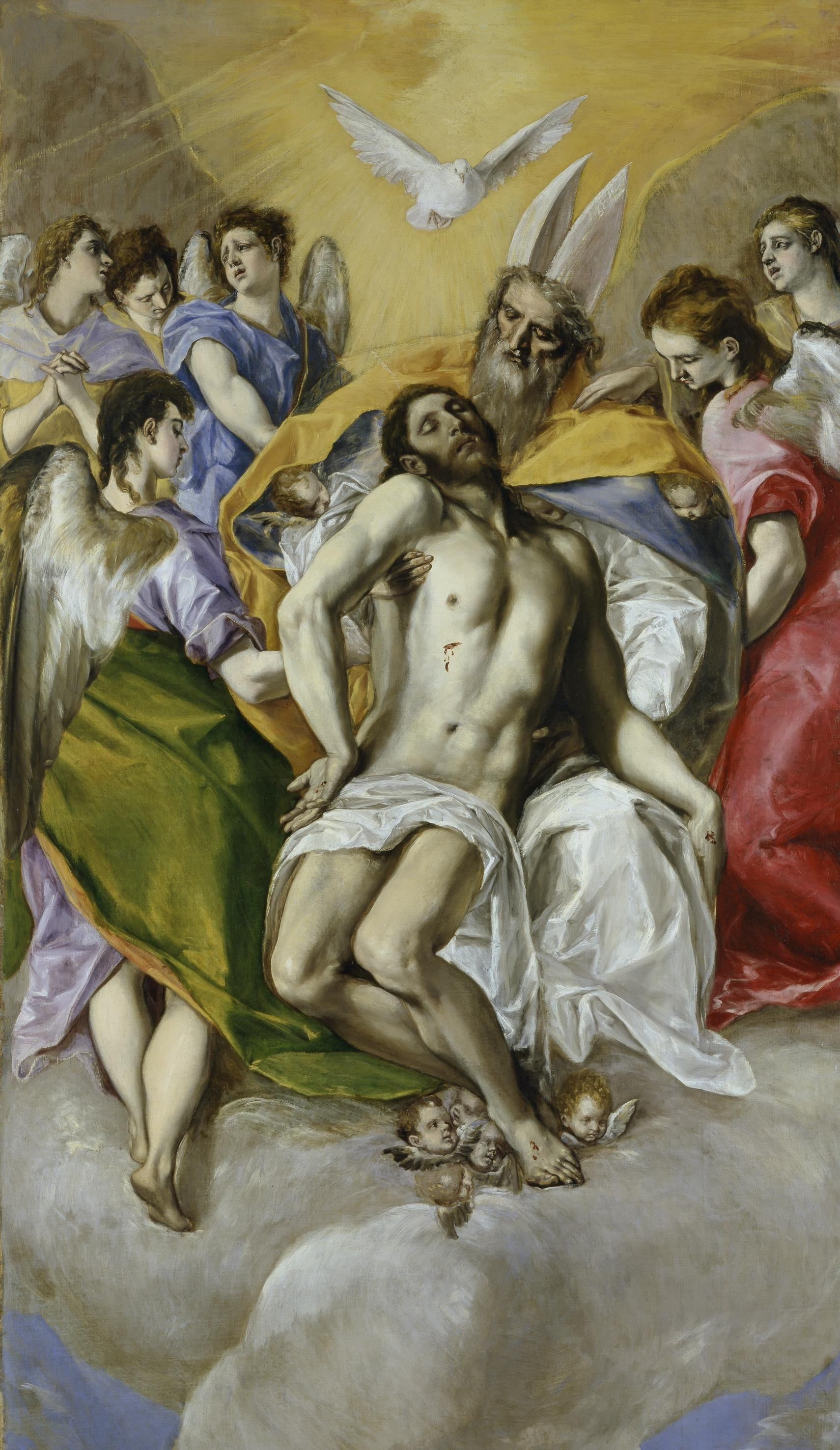
Троица, Эль Греко, Музей Прадо, Мадрид
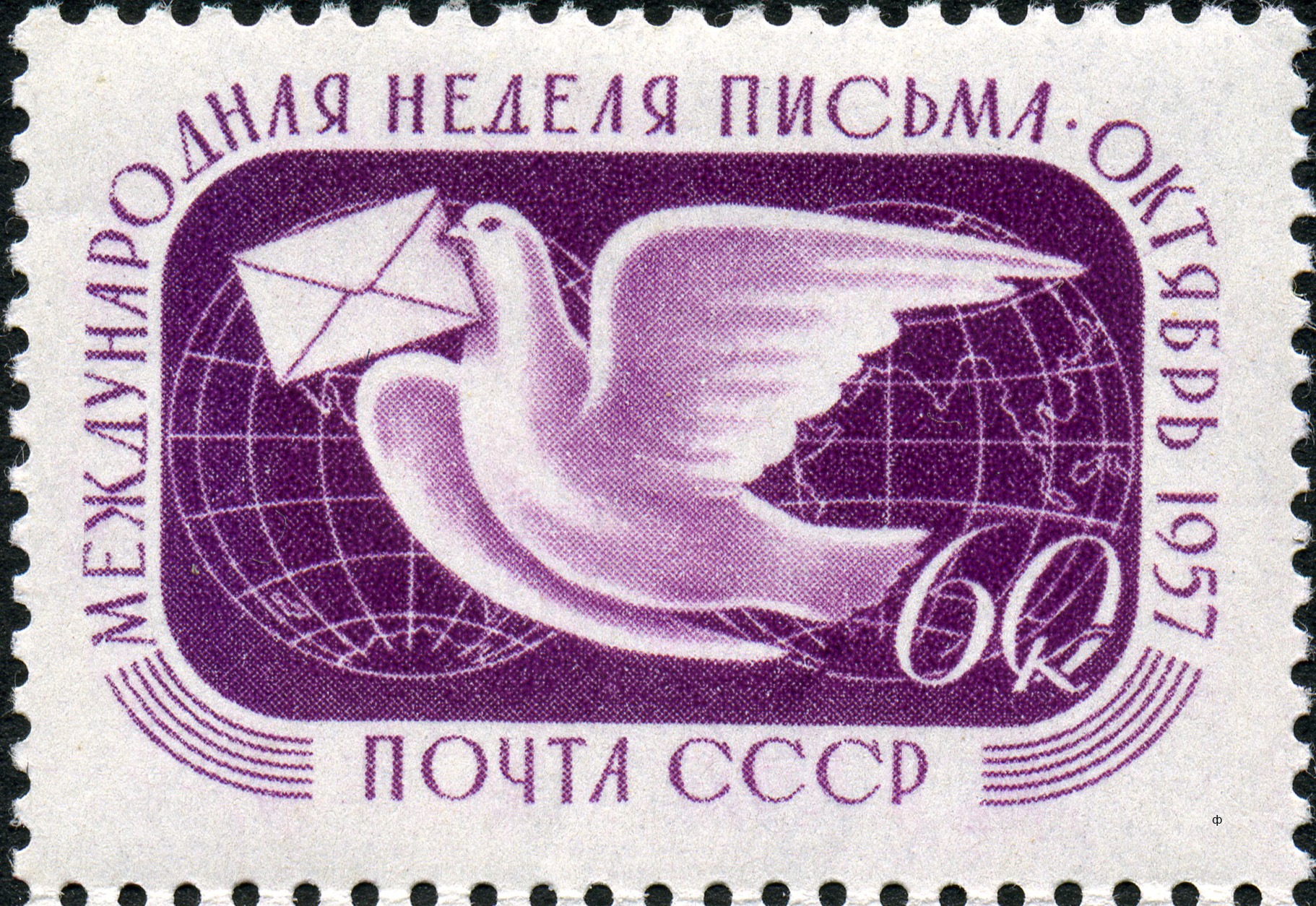
Почтовая марка СССР (1957)

### Воздействие на человека и его среду обитания

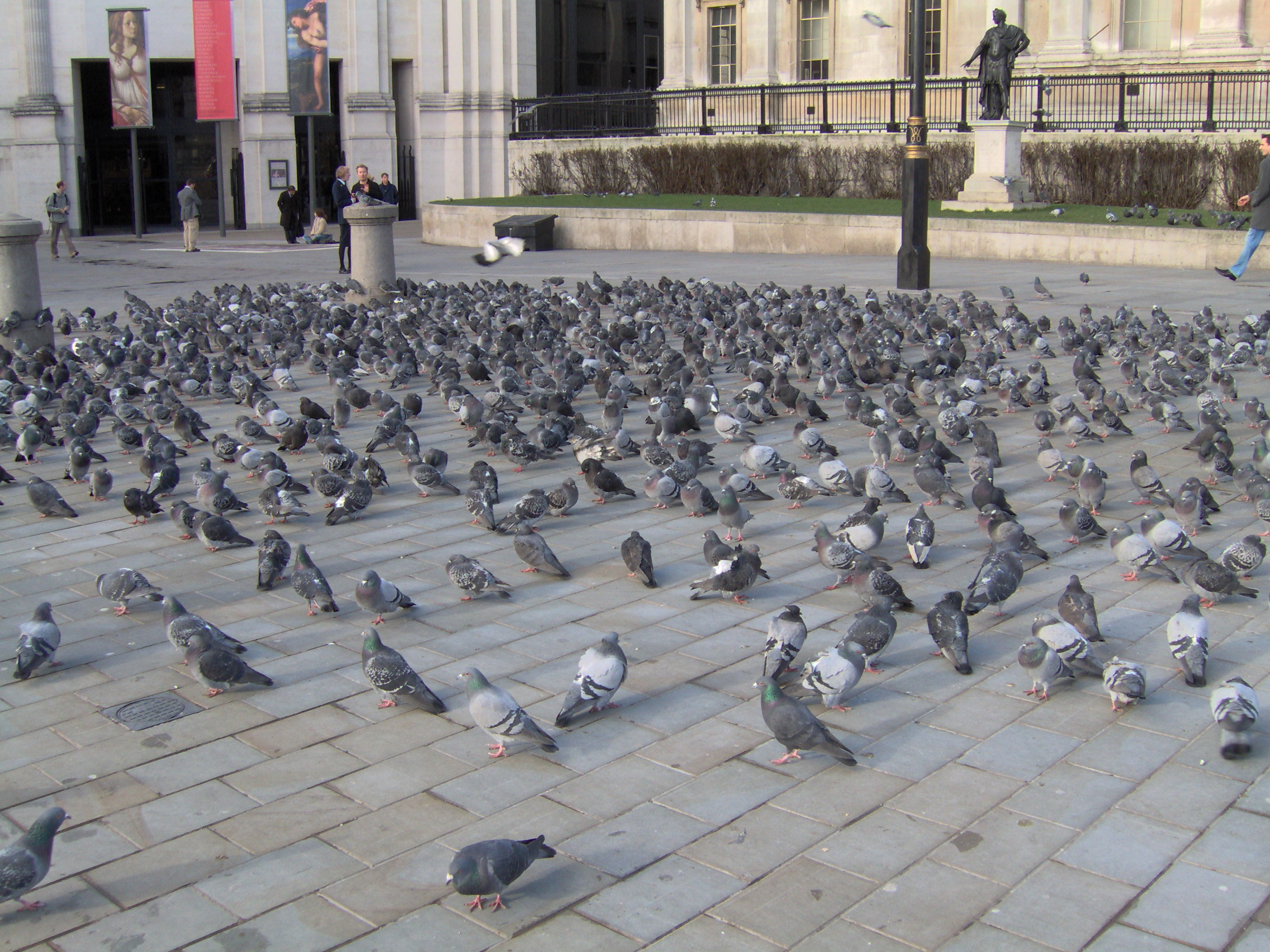
На Трафальгарской площади в Лондоне могут одновременно находиться до 35 тысяч сизых голубей

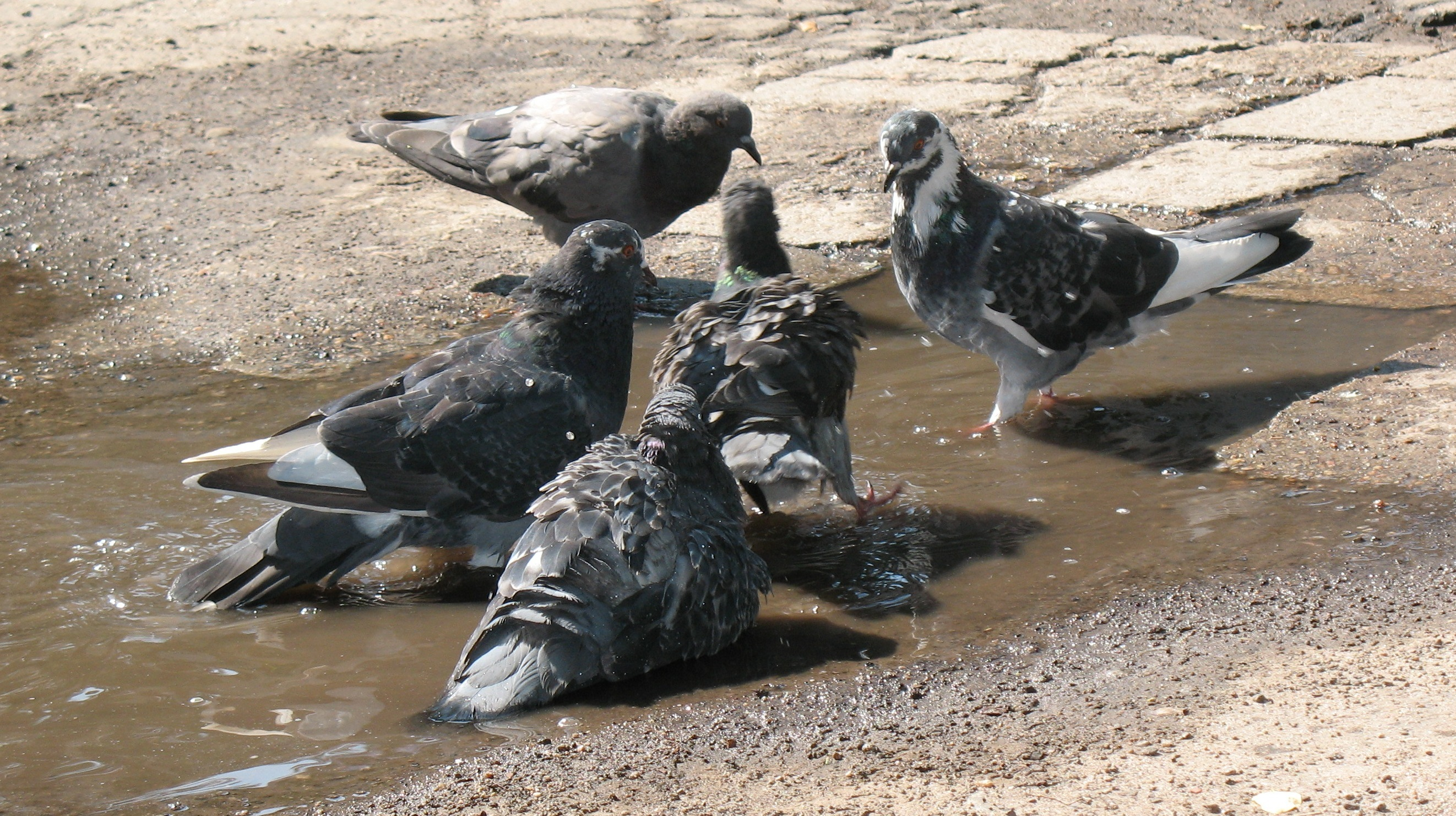
Голуби купаются во время аномальной жары

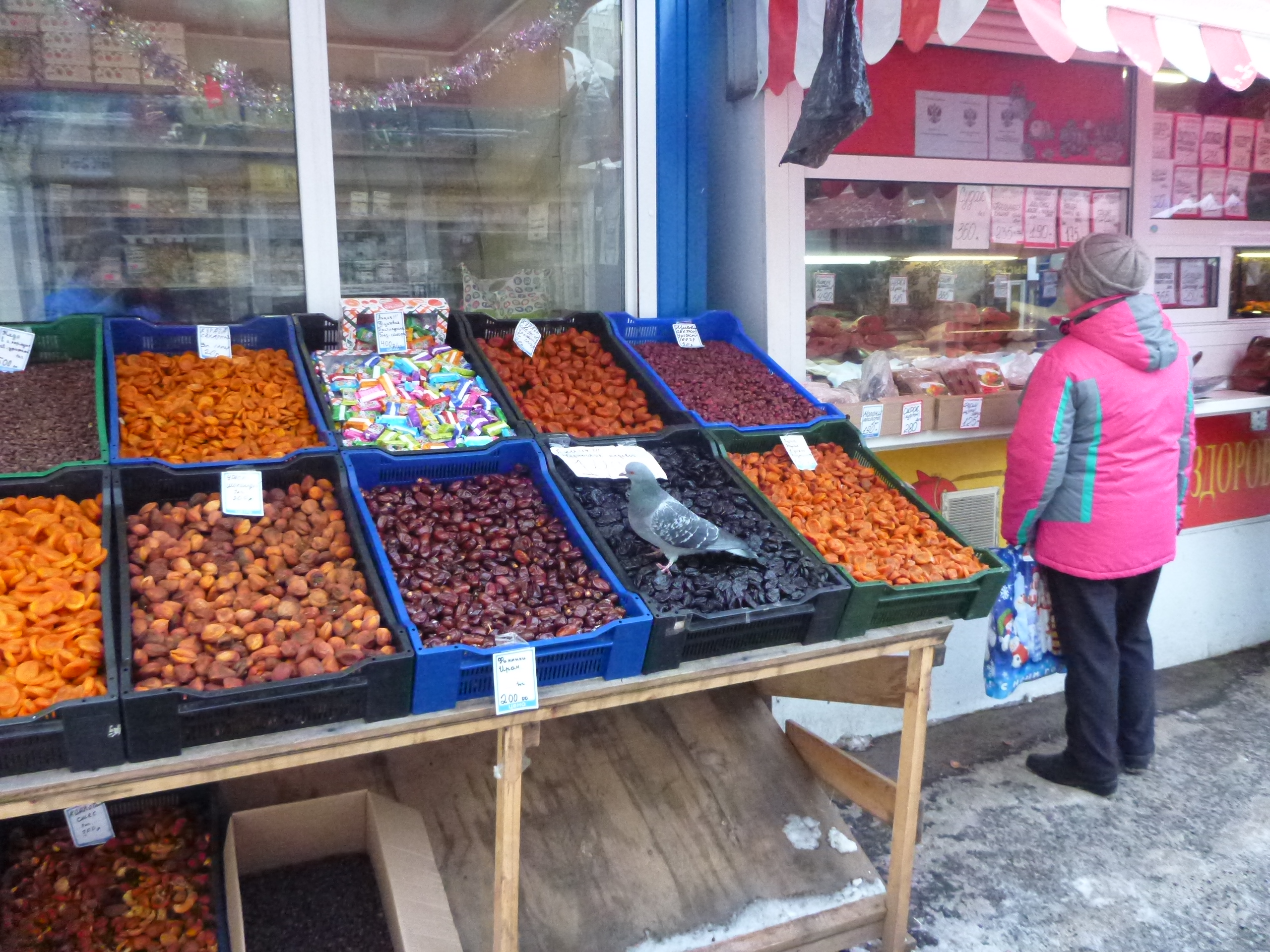
Сизый голубь на рыночном лотке с сухофруктами

Близкое соседство голубей и человека имеет как свои положительные, так и отрицательные стороны. В определённой степени они оживляют городской пейзаж — например, стаи голубей издавна стали украшением и достопримечательностью Трафальгарской площади в Лондоне и площади Сан-Марко в Венеции. Вдобавок, голуби выполняют роль мусорщиков, поедая брошенные остатки пищи и тем самым препятствуя распространению болезнетворных организмов.
С другой стороны, большие скопления птиц приносят массу хлопот коммунальным службам, загрязняя помётом здания, скульптуры и зелёные насаждения. Кроме того, специалисты пришли к выводу, что сизари постепенно разрушают памятники архитектуры, выклёвывая занесённые ветром семена из микроскопических трещин и тем самым увеличивая их размеры. В Нью-Йорке, например, введены правила, направленные на ограничение популяции птиц, такие как запрет на кормление под угрозой денежного штрафа. Кроме того, птицам подбрасывают зерно с противозачаточными химикатами и используют хищных птиц — природных врагов сизых голубей.
В аэропортах голуби, как и другие птицы, могут создавать помехи самолётам и попадать в двигатели.
Некоторые считают голубей «грязными» птицами, распространителями опасных заболеваний. Действительно, в птицах и их помёте может быть обнаружено до 60 различных возбудителей болезней, таких как птичий грипп, гистоплазмоз, торулоз, орнитоз и других. Однако способ передачи инфекции от птицы к человеку труднодостижим, а случаи заболевания таким образом либо единичны, либо не зарегистрированы вовсе. Согласно официальному заявлению американской Ассоциации голубиных ветеринаров (англ. Association of Pigeon Veterinarians), сделанному в 1986 году, «разведение, содержание и дрессировка голубей представляет не больший риск для здоровья, чем содержание других общественных либо домашних животных».

## Классификация и подвиды
Сизый голубь относится к роду голубей (Columba), семейству голубиных (Columbidae). Его ближайшим родственником считается скалистый голубь (Columba rupestris), а после него белогрудый (Columba leuconota), крапчатый (Columba guinea) и эфиопский (Columba albitorques) голуби. По мнению Джонсона и Джаниги, образование вида произошло несколько миллионов лет назад в Южной Азии, где его ареал пересекается со скалистым голубем, и далее распространился по Европе и Северной Африке. Тем не менее, опубликованные в 2023 году данные секвенирования генома 65 собранных в разное время образцов, охватывающих исторический географический диапазон вида, показывают, что базальной группой являются сизые голуби из Западной Африки. Наиболее ранние ископаемые находки возрастом около 310 тыс. лет обнаружены на Ближнем Востоке: в Иордании и Палестине.
Впервые эта птица была научно описана немецким врачом, ботаником и химиком Иоганном Ф. Гмелином в 1789 году в 13-м издании Systema Naturae. Латинское название columba родственно др.-греч. κολυμβίς «нырок», а также либо исконнородственно праслав. *golǫbь / *golǫbъ (откуда рус. голубь), либо здесь имеет место параллельное образование, осуществившееся в двух языках независимо. Видовое название livia происходит от одного корня с глаголом liveo «быть синеватым, иссиня-чёрным, отливать синевой».
Справочник «Путеводитель по голубям мира» Дэвида Гиббса приводит список 12 подвидов сизого голубя, некоторые из которых могли унаследовать свои характеристики от городских и сельских птиц:
- Columba livia livia (Gmelin, 1789) — номинативный подвид. Область распространения — Западная и Южная Европа, Северная Африка, Азия до западных областей Казахстана, Северного Кавказа, Грузии, Кипра, Турции и Ирака.
- Columba livia atlantis (Bannerman, 1931). Мадейра, Азорские острова и острова Зелёного мыса. С большой долей вероятности потомок одичавших голубей. Морфологические особенности варьируют, выделяясь изменчивым окрасом верхней части тела с заметными чёрными полосами на надкрыльях.
- Columba livia canariensis (Bannerman, 1914). Канарские острова. По сравнению с номинативным подвидом более мелкий и в среднем более тёмный.
- Columba livia gymnocyclus (Gray, 1856). Западная Африка от Сенегала и Гвинеи до Ганы и Нигерии. Меньше и гораздо темнее C. l. livia. Голова почти чёрная, поясница и подхвостье белые.
- Columba livia targia (Geyr von Schweppenburg, 1916). Возвышенности Сахары на восток до Судана. Похож на номинативный подвид, но несколько меньше его и имеет монотонную окраску спины.
- Columba livia dakhlae (Meinertzhagen, 1928). Ареал ограничен двумя оазисами в центральном Египте. Меньше номинативного подвида и гораздо светлее.
- Columba livia schimperi (Bonaparte, 1854). Долина Нила в Судане. По окрасу близок к подвиду C. l. targia, но имеет заметно более светлую мантию.
- Columba livia palaestinae (Zedlitz, 1912). Ареал — Ближний Восток от Сирии до Синайского и Аравийского полуостровов. Слегка крупнее подвида C. l. schimperi и в целом более тёмный.
- Columba livia gaddi (Zarodney & Looudoni, 1906). Центральная Азия от Азербайджана и Ирана до Узбекистана. По сравнению с подвидом C. l. palaestinae, более крупный и светлый. На западе встречаются промежуточные формы с C. l. palaestinae, на востоке с подвидом C. l. neglecta.
- Columba livia neglecta (Hume, 1873) — туркестанский сизый голубь — горные районы Центральной Азии. По размерам схож с номинативным подвидом, однако более тёмный и имеет более яркий металлический блеск на шее. На юге скрещивается с подвидом C. l. intermedia.
- Columba livia intermedia (Strickland, 1844) — Индия к югу от Гималайских гор, Шри-Ланка. Похож на предыдущий подвид, но несколько темнее и имеет менее контрастную окраску спины.
- Columba livia nigricans (Buturlin, 1908). Монголия и Северный Китай. Скорее всего, потомок домашних голубей.